# Olympische Sommerspiele 2016/Teilnehmer (Vereinigte Staaten)
| Gelbes Symbol für Goldmedaillen mit stilisierten Olympischen Ringen | Graues Symbol für Silbermedaillen mit stilisierten Olympischen Ringen | Braundes Symbol für Bronzemedaillen mit stilisierten Olympischen Ringen |
| ------------------------------------------------------------------- | --------------------------------------------------------------------- | ----------------------------------------------------------------------- |
| 46                                                                  | 37                                                                    | 38                                                                      |

Die Vereinigten Staaten nahmen an den Olympischen Spielen 2016 in Rio de Janeiro teil. Es war die insgesamt 27. Teilnahme an Olympischen Sommerspielen.
Fahnenträger bei der Eröffnungsfeier war der Schwimmer Michael Phelps.

## Medaillen

### Medaillenspiegel
| Medaillenspiegel Vereinigte Staaten |                    |                              |                           |                           |        |
| Platz                               | Sportart           | Goldmedaille – Olympiasieger | Silbermedaille – 2. Platz | Bronzemedaille – 3. Platz | Gesamt |
| 1                                   | Schwimmen          | 16                           | 8                         | 9                         | 33     |
| 2                                   | Leichtathletik     | 13                           | 10                        | 9                         | 32     |
| 3                                   | Gerätturnen        | 4                            | 6                         | 2                         | 12     |
| 4                                   | Radsport           | 2                            | 3                         | –                         | 5      |
| 5                                   | Ringen             | 2                            | –                         | 1                         | 3      |
| 6                                   | Basketball         | 2                            | –                         | –                         | 2      |
| 7                                   | Boxen              | 1                            | 1                         | 1                         | 3      |
|                                     | Tennis             | 1                            | 1                         | 1                         | 3      |
| 9                                   | Judo               | 1                            | 1                         | –                         | 2      |
|                                     | Rudern             | 1                            | 1                         | –                         | 2      |
| 11                                  | Schießen           | 1                            | –                         | 2                         | 3      |
| 12                                  | Triathlon          | 1                            | –                         | –                         | 1      |
|                                     | Wasserball         | 1                            | –                         | –                         | 1      |
| 14                                  | Fechten            | –                            | 2                         | 2                         | 4      |
| 15                                  | Wasserspringen     | –                            | 2                         | 1                         | 3      |
| 16                                  | Reiten             | –                            | 1                         | 2                         | 3      |
| 17                                  | Bogenschießen      | –                            | 1                         | 1                         | 2      |
| 18                                  | Volleyball (Halle) | –                            | –                         | 2                         | 2      |
| 19                                  | Beachvolleyball    | –                            | –                         | 1                         | 1      |
|                                     | Gewichtheben       | –                            | –                         | 1                         | 1      |
|                                     | Golf               | –                            | –                         | 1                         | 1      |
|                                     | Segeln             | –                            | –                         | 1                         | 1      |
|                                     | Taekwondo          | –                            | –                         | 1                         | 1      |
| Gesamt                              | Gesamt             | 46                           | 37                        | 38                        | 121    |

### Medaillengewinner

#### Gold
| Name | Sportart        | Wettkampf                              |
| --- | --------------- | -------------------------------------- |
| Simone Biles | Turnen          | Mehrkampf Einzel (Frauen)              |
| Simone Biles | Turnen          | Sprung (Frauen)                        |
| Simone Biles | Turnen          | Boden (Frauen)                         |
| Simone Biles Gabrielle Douglas Laurie Hernandez Madison Kocian Alexandra Raisman | Turnen          | Mehrkampf Team (Frauen)                |
| Matthew Centrowitz | Leichtathletik  | 1500 m (Männer)                        |
| Kerron Clement | Leichtathletik  | 400 m Hürden (Männer)                  |
| Jeff Henderson | Leichtathletik  | Weitsprung (Männer)                    |
| Christian Taylor | Leichtathletik  | Dreisprung (Männer)                    |
| Ryan Crouser | Leichtathletik  | Kugelstoßen (Männer)                   |
| Ashton Eaton | Leichtathletik  | Zehnkampf (Männer)                     |
| Arman Hall Tony McQuay LaShawn Merritt Gil Roberts | Leichtathletik  | 4 × 400 m Staffel (Männer)             |
| Brianna Rollins | Leichtathletik  | 100 m Hürden (Frauen)                  |
| Dalilah Muhammad | Leichtathletik  | 400 m Hürden (Frauen)                  |
| Tianna Bartoletta | Leichtathletik  | Weitsprung (Frauen)                    |
| Michelle Carter | Leichtathletik  | Kugelstoßen (Frauen)                   |
| Tianna Bartoletta Tori Bowie Allyson Felix English Gardner | Leichtathletik  | 4 × 100 m Staffel (Frauen)             |
| Allyson Felix Phyllis Francis Natasha Hastings Courtney Okolo | Leichtathletik  | 4 × 400 m Staffel (Frauen)             |
| Jimmy Butler Kevin Durant DeAndre Jordan Kyle Lowry Harrison Barnes DeMar DeRozan Kyrie Irving Klay Thompson DeMarcus Cousins Paul George Draymond Green Carmelo Anthony                                 | Basketball      | Basketball (Männer)                    |
| Lindsay Whalen Seimone Augustus Sue Bird Maya Moore Angel McCoughtry Breanna Stewart Tamika Catchings Elena Delle Donne Diana Taurasi Sylvia Fowles Tina Charles Brittney Griner                         | Basketball      | Basketball (Frauen)                    |
| Claressa Shields | Boxen           | Mittelgewicht (Frauen)                 |
| Connor Fields | Radsport BMX    | BMX (Männer)                           |
| Kristin Armstrong | Radsport Straße | Einzelzeitfahren (Frauen)              |
| Kayla Harrison | Judo            | Halbschwergewicht (bis 78 kg) (Frauen) |
| Amanda Elmore Tessa Gobbo Eleanor Logan Meghan Musnicki Amanda Polk Emily Regan Lauren Schmetterling Kerry Simmonds Katelin Snyder (Stf.)                                                                | Rudern          | Achter (Frauen)                        |
| Virginia Thrasher | Schießen        | Luftgewehr 10 Meter (Frauen)           |
| Anthony Ervin | Schwimmen       | 50 m Freistil (Männer)                 |
| Ryan Murphy | Schwimmen       | 100 m Rücken (Männer)                  |
| Ryan Murphy | Schwimmen       | 200 m Rücken (Männer)                  |
| Michael Phelps | Schwimmen       | 200 m Schmetterling (Männer)           |
| Michael Phelps | Schwimmen       | 200 m Lagen (Männer)                   |
| Caeleb Dressel Michael Phelps Ryan Held Nathan Adrian | Schwimmen       | 4 × 100 m Freistil Staffel (Männer)    |
| Conor Dwyer Townley Haas Ryan Lochte Michael Phelps | Schwimmen       | 4 × 200 m Freistil Staffel (Männer)    |
| Ryan Murphy Cody Miller Michael Phelps Nathan Adrian | Schwimmen       | 4 × 100 m Lagen Staffel (Männer)       |
| Simone Manuel | Schwimmen       | 100 m Freistil (Frauen)                |
| Katie Ledecky | Schwimmen       | 200 m Freistil (Frauen)                |
| Katie Ledecky | Schwimmen       | 400 m Freistil (Frauen)                |
| Katie Ledecky | Schwimmen       | 800 m Freistil (Frauen)                |
| Madeline DiRado | Schwimmen       | 200 m Rücken (Frauen)                  |
| Lilly King | Schwimmen       | 100 m Brust (Frauen)                   |
| Allison Schmitt Leah Smith Maya DiRado Katie Ledecky | Schwimmen       | 4 × 200 m Freistil Staffel (Frauen)    |
| Kathleen Baker Lilly King Dana Vollmer Simone Manuel | Schwimmen       | 4 × 100 m Lagen Staffel (Frauen)       |
| Bethanie Mattek-Sands Jack Sock | Tennis          | Doppel (Mixed)                         |
| Gwen Jorgensen | Triathlon       | Triathlon (Frauen)                     |
| Rachel Fattal Maggie Steffens Courtney Mathewson Kiley Neushul Makenzie Fischer Kami Craig Ashleigh Johnson Sami Hill Madeline Musselman Melissa Seidemann Caroline Clark Aria Fischer Kaleigh Gilchrist | Wasserball      | Wasserball (Frauen)                    |
| Helen Maroulis | Ringen          | Freistil (bis 53 kg) (Frauen)          |
| Kyle Snyder | Ringen          | Freistil (bis 97 kg) (Männer)          |

#### Silber
| Name                                                    | Sportart       | Wettkampf                              |
| ------------------------------------------------------- | -------------- | -------------------------------------- |
| Brady Ellison Zach Garrett Jake Kaminski                | Bogenschießen  | Mannschaft (Männer)                    |
| Danell Leyva                                            | Turnen         | Barren (Männer)                        |
| Danell Leyva                                            | Turnen         | Reck (Männer)                          |
| Alexandra Raisman                                       | Turnen         | Mehrkampf Einzel (Frauen)              |
| Madison Kocian                                          | Turnen         | Stufenbarren (Frauen)                  |
| Laurie Hernandez                                        | Turnen         | Schwebebalken (Frauen)                 |
| Alexandra Raisman                                       | Turnen         | Boden (Frauen)                         |
| Justin Gatlin                                           | Leichtathletik | 100 m (Männer)                         |
| Paul Kipkemoi Chelimo                                   | Leichtathletik | 5000 m (Männer)                        |
| Evan Jager                                              | Leichtathletik | 3000 m Hindernis (Männer)              |
| Will Claye                                              | Leichtathletik | Dreisprung (Männer)                    |
| Joe Kovacs                                              | Leichtathletik | Kugelstoßen (Männer)                   |
| Tori Bowie                                              | Leichtathletik | 100 (Frauen)                           |
| Allyson Felix                                           | Leichtathletik | 400 m (Frauen)                         |
| Nia Ali                                                 | Leichtathletik | 100 m Hürden (Frauen)                  |
| Sandi Morris                                            | Leichtathletik | Stabhochsprung (Frauen)                |
| Brittney Reese                                          | Leichtathletik | Weitsprung (Frauen)                    |
| Shakur Stevenson                                        | Boxen          | Bantamgewicht (bis 56 kg) (Männer)     |
| Alise Post                                              | Radsport BMX   | BMX (Frauen)                           |
| Sarah Hammer Kelly Catlin Chloe Dygert Jennifer Valente | Radsport Bahn  | Mannschaftsverfolgung (Frauen)         |
| Sarah Hammer                                            | Radsport Bahn  | Omnium (Frauen)                        |
| Sam Dorman Michael Hixon                                | Wasserspringen | 3 m Synchronspringen (Männer)          |
| David Boudia Steele Johnson                             | Wasserspringen | 10 m Synchronspringen (Männer)         |
| Kent Farrington Lucy Davis McLain Ward Elizabeth Madden | Reiten         | Springen (Team)                        |
| Alexander Massialas                                     | Fechten        | Florett Einzel (Männer)                |
| Daryl Homer                                             | Fechten        | Säbel Einzel (Männer)                  |
| Travis Stevens                                          | Judo           | Halbmittelgewicht (bis 81 kg) (Männer) |
| Genevra Stone                                           | Rudern         | Einer (Frauen)                         |
| Connor Jaeger                                           | Schwimmen      | 1500 m Freistil (Männer)               |
| Josh Prenot                                             | Schwimmen      | 200 Brust (Männer)                     |
| Michael Phelps                                          | Schwimmen      | 100 m Schmetterling (Männer)           |
| Chase Kalisz                                            | Schwimmen      | 400 m Lagen (Männer)                   |
| Simone Manuel                                           | Schwimmen      | 50 m Freistil (Frauen)                 |
| Kathleen Baker                                          | Schwimmen      | 100 m Rücken (Frauen)                  |
| Madeline DiRado                                         | Schwimmen      | 400 m Lagen (Frauen)                   |
| Simone Manuel Abbey Weitzeil Dana Vollmer Katie Ledecky | Schwimmen      | 4 × 100 m Freistil (Frauen)            |
| Venus Williams Rajeev Ram                               | Tennis         | Doppel (Mixed)                         |

#### Bronze
| Name | Sportart        | Wettkampf                               |
| --- | --------------- | --------------------------------------- |
| Brady Ellison | Bogenschießen   | Einzel (Männer)                         |
| Alexander Naddour | Turnen          | Seitpferd (Männer)                      |
| Simone Biles | Turnen          | Schwebebalken (Frauen)                  |
| LaShawn Merritt | Leichtathletik  | 400 m (Männer)                          |
| Clayton Murphy | Leichtathletik  | 800 m (Männer)                          |
| Galen Rupp | Leichtathletik  | Marathon (Männer)                       |
| Sam Kendricks | Leichtathletik  | Stabhochsprung (Männer)                 |
| Tori Bowie | Leichtathletik  | 200 m (Frauen)                          |
| Jennifer Simpson | Leichtathletik  | 1500 m (Frauen)                         |
| Emma Coburn | Leichtathletik  | 3000 m Hindernis (Frauen)               |
| Kristi Castin | Leichtathletik  | 100 m Hürden (Frauen)                   |
| Ashley Spencer | Leichtathletik  | 400 m Hürden (Frauen)                   |
| Kerri Walsh April Ross | Beachvolleyball | Frauen                                  |
| Nico Hernández | Boxen           | Halbfliegengewicht (bis 49 kg) (Männer) |
| David Boudia | Wasserspringen  | Turmspringen 10 m (Männer)              |
| Phillip Dutton | Reiten          | Vielseitigkeit (Einzel)                 |
| Allison Brock Kasey Perry-Glass Steffen Peters Laura Graves | Reiten          | Dressur (Team)                          |
| Miles Chamley-Watson Alexander Massialas Gerek Meinhardt Race Imboden | Fechten         | Florett Mannschaft (Männer)             |
| Monica Aksamit Ibtihaj Muhammad Dagmara Wozniak Mariel Zagunis | Fechten         | Säbel Mannschaft (Frauen)               |
| Matt Kuchar | Golf            | Golf (Männer)                           |
| Caleb Paine | Segeln          | Finn Dinghy (Männer)                    |
| Corey Cogdell | Schießen        | Wurfscheibe Trap (Frauen)               |
| Kimberly Rhode | Schießen        | Wurfscheibe Skeet (Frauen)              |
| Nathan Adrian | Schwimmen       | 50 m Freistil (Männer)                  |
| Nathan Adrian | Schwimmen       | 100 m Freistil (Männer)                 |
| Connor Dwyer | Schwimmen       | 200 m Freistil (Männer)                 |
| David Plummer | Schwimmen       | 100 m Rücken (Männer)                   |
| Cody Miller | Schwimmen       | 100 m Brust (Männer)                    |
| Leah Smith | Schwimmen       | 400 m Freistil (Frauen)                 |
| Katie Meili | Schwimmen       | 100 m Brust (Frauen)                    |
| Dana Vollmer | Schwimmen       | 100 m Schmetterling (Frauen)            |
| Madeline DiRado | Schwimmen       | 200 m Lagen (Frauen)                    |
| Jackie Galloway | Taekwondo       | Schwergewicht (über 67 kg) (Frauen)     |
| Steve Johnson Jack Sock | Tennis          | Doppel (Männer)                         |
| Matthew Anderson Aaron Russell Taylor Sander David Lee Kawika Shoji William Priddy Murphy Troy Thomas Jaeschke Micah Christenson Maxwell Holt David Smith Erik Shoji              | Volleyball      | Männer                                  |
| Alisha Glass Kayla Banwarth Courtney Thompson Rachael Adams Carli Lloyd Jordan Larson * Kelly Murphy Christa Harmotto Kimberly Hill Foluke Akinradewo Kelsey Robinson Karsta Lowe | Volleyball      | Frauen                                  |
| Sarah Elizabeth Robles | Gewichtheben    | Klasse über 75 kg (Frauen)              |
| J’den Cox | Ringen          | Freestyle (bis 86 kg) (Männer)          |

## Teilnehmer nach Sportarten

### Badminton
| Athleten                         | Wettbewerb | Gruppenphase                                                                           | Gruppenphase                                                           | Gruppenphase | Gruppenphase | Achtelfinale  | Achtelfinale  | Viertelfinale | Viertelfinale | Halbfinale    | Halbfinale    | Finale        | Finale        | Rang |
| Athleten                         | Wettbewerb | Gegner                                                                                 | Ergebnis                                                               | Punkte       | Rang         | Gegner        | Ergebnis      | Gegner        | Ergebnis      | Gegner        | Ergebnis      | Gegner        | Ergebnis      | Rang |
| -------------------------------- | ---------- | -------------------------------------------------------------------------------------- | ---------------------------------------------------------------------- | ------------ | ------------ | ------------- | ------------- | ------------- | ------------- | ------------- | ------------- | ------------- | ------------- | ---- |
| Frauen                           |            |                                                                                        |                                                                        |              |              |               |               |               |               |               |               |               |               |      |
| Iris Wang                        | Einzel     | Lianne Tan Li Xuerui Telma Santos                                                      | 2:1 (21:17, 20:22, 21:14) 0:2 (16:21, 12:21) 2:1 (18:21, 21:10, 21:12) | 150:138      | 2            | ausgeschieden | ausgeschieden | ausgeschieden | ausgeschieden | ausgeschieden | ausgeschieden | ausgeschieden | ausgeschieden | 17   |
| Eva Lee Paula Obanana            | Doppel     | Luo Ying Luo Yu Christinna Pedersen Kamilla Rytter Juhl Jung Kyung-eun Shin Seung-chan | 0:2 (14:21, 15:21) 0:2 (9:21, 6:21) 0:2 (14:21, 12:21)                 | 70:126       | 4            | –             | –             | ausgeschieden | ausgeschieden | ausgeschieden | ausgeschieden | ausgeschieden | ausgeschieden | 9    |
| Männer                           |            |                                                                                        |                                                                        |              |              |               |               |               |               |               |               |               |               |      |
| Howard Shu                       | Einzel     | Tommy Sugiarto Osleni Guerrero                                                         | 0:2 (14:21, 10:21) 0:2 (16:21, 15:21)                                  | 55:84        | 3            | ausgeschieden | ausgeschieden | ausgeschieden | ausgeschieden | ausgeschieden | ausgeschieden | ausgeschieden | ausgeschieden | 17   |
| Phillip Chew Sattawat Pongnairat | Doppel     | Goh V Shem Tan Wee Kiong Fu Haifeng Zhang Nan Michael Fuchs Johannes Schöttler         | 0:2 (12:21, 10:21) 0:2 (6:21, 7:21) 0:2 (14:21, 14:21)                 | 63:126       | 4            | –             | –             | ausgeschieden | ausgeschieden | ausgeschieden | ausgeschieden | ausgeschieden | ausgeschieden | 9    |
| Mixed                            |            |                                                                                        |                                                                        |              |              |               |               |               |               |               |               |               |               |      |
| Phillip Chew Jamie Subandhi      | Doppel     | Kenta Kazuno Ayane Kurihara Ko Sung-hyun Kim Ha-na Jacco Arends Selena Piek            | 0:2 (6:21, 12:21) 0:2 (10:21, 12:21) 0:2 (15:21, 19:21)                | 74:126       | 4            | –             | –             | ausgeschieden | ausgeschieden | ausgeschieden | ausgeschieden | ausgeschieden | ausgeschieden | 9    |

### Basketball
| Wettbewerb    | Frauen | Männer |
| ------------- | --- | --- |
| Athleten      | Lindsay Whalen Seimone Augustus Sue Bird Maya Moore Angel McCoughtry Breanna Stewart Tamika Catchings Elena Delle Donne Diana Taurasi Sylvia Fowles Tina Charles Brittney Griner | Jimmy Butler Kevin Durant DeAndre Jordan Kyle Lowry Harrison Barnes DeMar DeRozan Kyrie Irving Klay Thompson DeMarcus Cousins Paul George Draymond Green Carmelo Anthony |
| Trainer       | Geno Auriemma | Mike Krzyzewski |
| Gruppenphase  | Senegal (121:56) Spanien (103:63) Serbien (110:84) Kanada (81:51) China (105:62)                                                                                                 | China (119:62) Venezuela (113:69) Australien (98:88) Serbien (94:91) Frankreich (100:97)                                                                                 |
| Viertelfinale | Japan (110:64) | Argentinien (105:78) |
| Halbfinale    | Frankreich (86:67) | Spanien (82:76) |
| Finale        | Spanien (101:72) | Serbien (96:66) |
| Platzierung   | Gold | Gold |

### Beachvolleyball
| Athleten                        | Gruppenphase                                             | Gruppenphase                                                          | Gruppenphase | Gruppenphase | Achtelfinale         | Achtelfinale       | Viertelfinale     | Viertelfinale            | Halbfinale       | Halbfinale         | Finale           | Finale                   | Rang   |
| Athleten                        | Gegner                                                   | Ergebnis                                                              | Punkte       | Rang         | Gegner               | Ergebnis           | Gegner            | Ergebnis                 | Gegner           | Ergebnis           | Gegner           | Ergebnis                 | Rang   |
| ------------------------------- | -------------------------------------------------------- | --------------------------------------------------------------------- | ------------ | ------------ | -------------------- | ------------------ | ----------------- | ------------------------ | ---------------- | ------------------ | ---------------- | ------------------------ | ------ |
| Frauen                          |                                                          |                                                                       |              |              |                      |                    |                   |                          |                  |                    |                  |                          |        |
| Lauren Fendrick Brooke Sweat    | Brzostek / Kołosińska Talita / Larissa Birlowa / Ukolowa | 1:2 (21:14, 13:21, 7:15) 0:2 (16:21, 13:21) 1:2 (18:21, 26:24, 13:15) | 3            | 4            | ausgeschieden        | ausgeschieden      | ausgeschieden     | ausgeschieden            | ausgeschieden    | ausgeschieden      | ausgeschieden    | ausgeschieden            | 19     |
| April Ross Kerri Walsh          | Artacho / Laird Wang / Yue Forrer / Vergé-Dépré          | 2:0 (21:14, 21:13) 2:0 (21:16, 21:9) 2:1 (21:13, 22:24, 15:12)        | 6            | 1            | Menegatti / Giombini | 2:0 (21:10, 21:16) | Clancy / Bawden   | 2:0 (21:14, 21:16)       | Ágatha / Bárbara | 0:2 (20:22, 18:21) | Talita / Larissa | 2:1 (17:21, 21:17, 15:9) | Bronze |
| Männer                          |                                                          |                                                                       |              |              |                      |                    |                   |                          |                  |                    |                  |                          |        |
| Phil Dalhausser Nicholas Lucena | Naceur / Salah Ontiveros / Virgen Lupo / Nicolai         | 2:0 (21:7, 21:13) 2:0 (21:14, 21:17) 2:1 (21:13, 17:21, 24:22)        | 6            | 1            | Seidl / Huber        | 2:0 (21:14, 21:15) | Cerutti / Schmidt | 1:2 (14:21, 21:12, 9:15) | ausgeschieden    | ausgeschieden      | ausgeschieden    | ausgeschieden            | 5      |
| Jacob Gibb Casey Patterson      | Cherif / Jefferson Huber / Seidl Gavira / Herrera        | 2:0 (21:16, 21:16) 0:2 (18:21, 18:21) 1:2 (19:21, 21:16, 7:15)        | 4            | 4            | ausgeschieden        | ausgeschieden      | ausgeschieden     | ausgeschieden            | ausgeschieden    | ausgeschieden      | ausgeschieden    | ausgeschieden            | 19     |

### Bogenschießen
| Athleten                                 | Wettbewerb | Qualifikation | Qualifikation | 1. Runde                                  | 1. Runde                                  | 2. Runde       | 2. Runde      | Achtelfinale  | Achtelfinale  | Viertelfinale     | Viertelfinale | Halbfinale          | Halbfinale    | Finale            | Finale        | Rang   |
| Athleten                                 | Wettbewerb | Ringe         | Rang          | Gegner                                    | Ergebnis                                  | Gegner         | Ergebnis      | Gegner        | Ergebnis      | Gegner            | Ergebnis      | Gegner              | Ergebnis      | Gegner            | Ergebnis      | Rang   |
| ---------------------------------------- | ---------- | ------------- | ------------- | ----------------------------------------- | ----------------------------------------- | -------------- | ------------- | ------------- | ------------- | ----------------- | ------------- | ------------------- | ------------- | ----------------- | ------------- | ------ |
| Frauen                                   |            |               |               |                                           |                                           |                |               |               |               |                   |               |                     |               |                   |               |        |
| Mackenzie Brown                          | Einzel     | 641           | 19            | Claudia Mandia                            | 6:4 (137:132)                             | San Yu Htwe    | 3:7 (129:136) | ausgeschieden | ausgeschieden | ausgeschieden     | ausgeschieden | ausgeschieden       | ausgeschieden | ausgeschieden     | ausgeschieden | 17     |
| Männer                                   |            |               |               |                                           |                                           |                |               |               |               |                   |               |                     |               |                   |               |        |
| Brady Ellison                            | Einzel     | 690           | 2             | Ali El-Ghrari                             | 6:0 (89:70)                               | Jake Kaminski  | 6:2 (113:108) | Zach Garrett  | 6:4 (143:136) | Takaharu Furukawa | 6:2 (112:108) | Ku Bon-chan         | 5:6 (141:141) | Sjef van den Berg | 6:2 (111:106) | Bronze |
| Zach Garrett                             | Einzel     | 674           | 15            | Haziq Kamaruddin                          | 6:0 (84:78)                               | Crispin Duenas | 7:3 (140:140) | Brady Ellison | 4:6 (136:143) | ausgeschieden     | ausgeschieden | ausgeschieden       | ausgeschieden | ausgeschieden     | ausgeschieden | 9      |
| Jake Kaminski                            | Einzel     | 660           | 31            | Marcus D’Almeida                          | 6:2 (112:105)                             | Brady Ellison  | 2:6 (108:113) | ausgeschieden | ausgeschieden | ausgeschieden     | ausgeschieden | ausgeschieden       | ausgeschieden | ausgeschieden     | ausgeschieden | 17     |
| Brady Ellison Zach Garrett Jake Kaminski | Mannschaft | 2024          | 2             | direkt qualifiziert für das Viertelfinale | direkt qualifiziert für das Viertelfinale | –              | –             | Freilos       | Freilos       | Indonesien        | 6:2 (224:215) | Volksrepublik China | 6:0 (170:162) | Südkorea          | 0:6 (170:177) | Silber |

### Boxen
| Athleten         | Wettbewerb                   | 1. Runde            | 1. Runde | Achtelfinale        | Achtelfinale  | Viertelfinale          | Viertelfinale | Halbfinale         | Halbfinale    | Finale          | Finale        | Rang   |
| Athleten         | Wettbewerb                   | Gegner              | Ergebnis | Gegner              | Ergebnis      | Gegner                 | Ergebnis      | Gegner             | Ergebnis      | Gegner          | Ergebnis      | Rang   |
| ---------------- | ---------------------------- | ------------------- | -------- | ------------------- | ------------- | ---------------------- | ------------- | ------------------ | ------------- | --------------- | ------------- | ------ |
| Frauen           |                              |                     |          |                     |               |                        |               |                    |               |                 |               |        |
| Mikaela Mayer    | Leichtgewicht bis 60 kg      | –                   | –        | Jennifer Chieng     | 3:0           | Anastassija Beljakowa  | 0:2           | ausgeschieden      | ausgeschieden | ausgeschieden   | ausgeschieden | 5      |
| Claressa Shields | Mittelgewicht bis 75 kg      | –                   | –        | Freilos             | Freilos       | Yaroslava Yakushina    | 3:0           | Dariga Schakimowa  | 3:0           | Nouchka Fontijn | 3:0           | Gold   |
| Männer           |                              |                     |          |                     |               |                        |               |                    |               |                 |               |        |
| Nico Hernández   | Halbfliegengewicht bis 49 kg | Manuel Cappai       | 3:0      | Wassili Jegorow     | 3:0           | Carlos Quipo           | 3:0           | Hasanboy Doʻsmatov | 0:3           | ausgeschieden   | ausgeschieden | Bronze |
| Antonio Vargas   | Fliegengewicht bis 52 kg     | Julião Neto         | 2:0      | Shahobiddin Zoirov  | 0:3           | ausgeschieden          | ausgeschieden | ausgeschieden      | ausgeschieden | ausgeschieden   | ausgeschieden | 9      |
| Shakur Stevenson | Bantamgewicht bis 56 kg      | Freilos             | Freilos  | Robenilson de Jesus | 3:0           | Tsendbaatar Erdenebat  | 3:0           | Wladimir Nikitin   | w.o.          | Robeisy Ramírez | 1:2           | Silber |
| Carlos Balderas  | Leichtgewicht bis 60 kg      | Berik Äbdirachmanow | 3:0      | Daisuke Narimatsu   | 3:0           | Lázaro Álvarez         | 0:3           | ausgeschieden      | ausgeschieden | ausgeschieden   | ausgeschieden | 5      |
| Gary Russell     | Halbweltergewicht bis 64 kg  | Richardson Hitchins | 3:0      | Wuttichai Masuk     | 2:1           | Fazliddin Gʻoibnazarov | 1:2           | ausgeschieden      | ausgeschieden | ausgeschieden   | ausgeschieden | 5      |
| Charles Conwell  | Mittelgewicht bis 75 kg      | Vikas Krishan Yadav | 0:3      | ausgeschieden       | ausgeschieden | ausgeschieden          | ausgeschieden | ausgeschieden      | ausgeschieden | ausgeschieden   | ausgeschieden | 17     |

### Fechten
| Athleten                                                 | Wettbewerb         | 1. Runde           | 1. Runde | 2. Runde                | 2. Runde | Achtelfinale           | Achtelfinale  | Viertelfinale | Viertelfinale | Halbfinale / Klassifikation | Halbfinale / Klassifikation | Finale / Platzierung | Finale / Platzierung | Rang   |
| Athleten                                                 | Wettbewerb         | Gegner             | Ergebnis | Gegner                  | Ergebnis | Gegner                 | Ergebnis      | Gegner        | Ergebnis      | Gegner                      | Ergebnis                    | Gegner               | Ergebnis             | Rang   |
| -------------------------------------------------------- | ------------------ | ------------------ | -------- | ----------------------- | -------- | ---------------------- | ------------- | ------------- | ------------- | --------------------------- | --------------------------- | -------------------- | -------------------- | ------ |
| Frauen                                                   |                    |                    |          |                         |          |                        |               |               |               |                             |                             |                      |                      |        |
| Katharine Holmes                                         | Degen Einzel       | Freilos            | Freilos  | Erika Kirpu             | 4:5      | ausgeschieden          | ausgeschieden | ausgeschieden | ausgeschieden | ausgeschieden               | ausgeschieden               | ausgeschieden        | ausgeschieden        | 25     |
| Courtney Hurley                                          | Degen Einzel       | Freilos            | Freilos  | Jana Schemjakina        | 13:14    | ausgeschieden          | ausgeschieden | ausgeschieden | ausgeschieden | ausgeschieden               | ausgeschieden               | ausgeschieden        | ausgeschieden        | 23     |
| Kelley Hurley                                            | Degen Einzel       | Freilos            | Freilos  | Nathalie Moellhausen    | 12:15    | ausgeschieden          | ausgeschieden | ausgeschieden | ausgeschieden | ausgeschieden               | ausgeschieden               | ausgeschieden        | ausgeschieden        | 24     |
| Katharine Holmes Courtney Hurley Kelley Hurley           | Degen Mannschaft   | –                  | –        | –                       | –        | Freilos                | Freilos       | Rumänien      | 23:34         | Frankreich                  | 32:28                       | Südkorea             | 22:18                | 5      |
| Lee Kiefer                                               | Florett Einzel     | Freilos            | Freilos  | Mona Shaito             | 15:3     | Liu Yongshi            | 9:15          | ausgeschieden | ausgeschieden | ausgeschieden               | ausgeschieden               | ausgeschieden        | ausgeschieden        | 10     |
| Nzingha Prescod                                          | Florett Einzel     | Freilos            | Freilos  | Nataly Michel           | 15:9     | Astrid Guyart          | 11:14         | ausgeschieden | ausgeschieden | ausgeschieden               | ausgeschieden               | ausgeschieden        | ausgeschieden        | 11     |
| Ibtihaj Muhammad                                         | Säbel Einzel       | Freilos            | Freilos  | Olena Krawazka          | 15:13    | Cécilia Berder         | 12:15         | ausgeschieden | ausgeschieden | ausgeschieden               | ausgeschieden               | ausgeschieden        | ausgeschieden        | 12     |
| Dagmara Wozniak                                          | Säbel Einzel       | Freilos            | Freilos  | Vassiliki Vougiouka     | 8:15     | ausgeschieden          | ausgeschieden | ausgeschieden | ausgeschieden | ausgeschieden               | ausgeschieden               | ausgeschieden        | ausgeschieden        | 24     |
| Mariel Zagunis                                           | Säbel Einzel       | Freilos            | Freilos  | Eileen Grench           | 15:4     | Jekaterina Djatschenko | 12:15         | ausgeschieden | ausgeschieden | ausgeschieden               | ausgeschieden               | ausgeschieden        | ausgeschieden        | 9      |
| Ibtihaj Muhammad Dagmara Wozniak Mariel Zagunis          | Säbel Mannschaft   | –                  | –        | –                       | –        | –                      | –             | Polen         | 45:43         | Russland                    | 42:45                       | Italien              | 45:30                | Bronze |
| Männer                                                   |                    |                    |          |                         |          |                        |               |               |               |                             |                             |                      |                      |        |
| Jason Pryor                                              | Degen Einzel       | Freilos            | Freilos  | Benjamin Steffen        | 14:15    | ausgeschieden          | ausgeschieden | ausgeschieden | ausgeschieden | ausgeschieden               | ausgeschieden               | ausgeschieden        | ausgeschieden        | 22     |
| Miles Chamley-Watson                                     | Florett Einzel     | Freilos            | Freilos  | Artur Achmatchusin      | 13:15    | ausgeschieden          | ausgeschieden | ausgeschieden | ausgeschieden | ausgeschieden               | ausgeschieden               | ausgeschieden        | ausgeschieden        | 19     |
| Alexander Massialas                                      | Florett Einzel     | Freilos            | Freilos  | Mohammed Essam          | 15:7     | Artur Achmatchusin     | 15:9          | Giorgio Avola | 15:14         | Richard Kruse               | 15:9                        | Daniele Garozzo      | 11:15                | Silber |
| Gerek Meinhardt                                          | Florett Einzel     | Freilos            | Freilos  | Maximillien Van Haaster | 15:4     | Erwann Le Péchoux      | 15:14         | Richard Kruse | 13:15         | ausgeschieden               | ausgeschieden               | ausgeschieden        | ausgeschieden        | 5      |
| Miles Chamley-Watson Alexander Massialas Gerek Meinhardt | Florett Mannschaft | –                  | –        | –                       | –        | –                      | –             | Ägypten       | 45:37         | Russland                    | 41:45                       | Italien              | 45:31                | Bronze |
| Eli Dershwitz                                            | Säbel Einzel       | Seppe van Holsbeke | 12:15    | –                       | –        | ausgeschieden          | ausgeschieden | ausgeschieden | ausgeschieden | ausgeschieden               | ausgeschieden               | ausgeschieden        | ausgeschieden        | 19     |
| Daryl Homer                                              | Säbel Einzel       | Ilya Mokretcov     | 15:11    | –                       | –        | Max Hartung            | 15:12         | Matyas Szabo  | 15:12         | Mojtaba Abedini             | 15:14                       | Áron Szilágyi        | 8:15                 | Silber |

### Fußball
| Wettbewerb    | Frauen |
| ------------- | --- |
| Athleten      | Morgan Brian Crystal Dunn Whitney Engen Tobin Heath Lindsey Michelle Horan Julie Johnston Meghan Klingenberg Alexandra Krieger Carli Lloyd Allie Long Alex Morgan Alyssa Naeher (TW) Kelley O’Hara Christen Press Mallory Pugh Megan Rapinoe Becky Sauerbrunn Hope Solo (TW) |
| Trainer       | Jill Ellis |
| Gruppenphase  | Neuseeland 2:0 (1:0) Frankreich 1:0 (0:0) Kolumbien 2:2 (1:1) |
| Viertelfinale | Schweden 1:1 n. V. (1:1, 0:0), 3:4 i. E. |
| Halbfinale    | ausgeschieden |
| Finale        | ausgeschieden |
| Platzierung   | 5. Platz |

### Gewichtheben
| Athleten             | Wettbewerb        | Reißen  | Reißen | Stoßen  | Stoßen | Zweikampf | Zweikampf | Rang   |
| Athleten             | Wettbewerb        | Gewicht | Rang   | Gewicht | Rang   | Gewicht   | Rang      | Rang   |
| -------------------- | ----------------- | ------- | ------ | ------- | ------ | --------- | --------- | ------ |
| Frauen               |                   |         |        |         |        |           |           |        |
| Morghan Whitney King | Klasse bis 48 kg  | 83 kg   |        | 100 kg  |        | 183 kg    | 6         | 6      |
| Jenny Lyvette Arthur | Klasse bis 75 kg  | 107 kg  |        | 135 kg  |        | 242 kg    | 6         | 6      |
| Sarah Robles         | Klasse über 75 kg | 126 kg  |        | 160 kg  |        | 286 kg    | 3         | Bronze |
| Männer               |                   |         |        |         |        |           |           |        |
| Kendrick Farris      | Klasse bis 94 kg  | 160 kg  |        | 197 kg  |        | 357 kg    | 11        | 11     |

### Golf
| Athleten      | Runde 1 | Runde 2 | Runde 3 | Runde 4 | Gesamt | Par | Rang   |
| ------------- | ------- | ------- | ------- | ------- | ------ | --- | ------ |
| Frauen        |         |         |         |         |        |     |        |
| Stacy Lewis   | 70      | 63      | 76      | 66      | 275    | −9  | 4      |
| Gerina Piller | 69      | 67      | 68      | 74      | 278    | −6  | 11     |
| Lexi Thompson | 68      | 71      | 76      | 66      | 281    | −3  | 19     |
| Männer        |         |         |         |         |        |     |        |
| Rickie Fowler | 75      | 71      | 64      | 74      | 284    | E   | 37     |
| Matt Kuchar   | 69      | 70      | 69      | 63      | 271    | −13 | Bronze |
| Patrick Reed  | 72      | 69      | 73      | 64      | 278    | −6  | 11     |
| Bubba Watson  | 73      | 67      | 67      | 70      | 277    | −7  | 8      |

### Hockey
| Wettbewerb    | Frauen |
| ------------- | --- |
| Athleten      | Alesha Widdall Alyssa Manley Caitlin Van Sickle Jaclyn Briggs Jill Witmer Julia Reinprecht Katelyn Falgowski Katherine Reinprecht Kathleen Bam Kathleen Sharkey Lauren Crandall Melissa Gonzalez Michelle Kasold Michelle Vittese Paige Selenski Rachel Dawson Stefanie Fee |
| Trainer       | Craig Parnham ( Vereinigtes Königreich) |
| Gruppenphase  | Argentinien (2:1) Australien (2:1) Japan (6:1) Indien (3:0) Großbritannien (1:2) |
| Viertelfinale | Deutschland (1:2) |
| Halbfinale    | ausgeschieden |
| Finale        | ausgeschieden |
| Platzierung   | 5 |

### Judo
| Athleten           | Wettbewerb | 1. Runde          | 1. Runde    | 2. Runde     | 2. Runde         | Viertelfinale | Viertelfinale | Halbfinale / Trostrunde | Halbfinale / Trostrunde | Finale / Platz 3 | Finale / Platz 3 | Rang   |
| Athleten           | Wettbewerb | Gegner            | Ergebnis    | Gegner       | Ergebnis         | Gegner        | Ergebnis      | Gegner                  | Ergebnis                | Gegner           | Ergebnis         | Rang   |
| ------------------ | ---------- | ----------------- | ----------- | ------------ | ---------------- | ------------- | ------------- | ----------------------- | ----------------------- | ---------------- | ---------------- | ------ |
| Frauen             |            |                   |             |              |                  |               |               |                         |                         |                  |                  |        |
| Angelica Delgado   | bis 52 kg  | T. Adiyasambuu    | 010s2:003s0 | M. Nakamura  | 000s0:100s0      | ausgeschieden | ausgeschieden | ausgeschieden           | ausgeschieden           | ausgeschieden    | ausgeschieden    | 9      |
| Marti Malloy       | bis 57 kg  | Freilos           | Freilos     | C.-L. Lien   | 000s2:000s0      | ausgeschieden | ausgeschieden | ausgeschieden           | ausgeschieden           | ausgeschieden    | ausgeschieden    | 9      |
| Kayla Harrison     | bis 78 kg  | Freilos           | Freilos     | Z. Zhang     | 100s0:000s0      | A. Joó        | 100s0:000s1   | A. Velenšek             | 100s0:000s0             | A. Tcheuméo      | 100s0:000s2      | Gold   |
| Männer             |            |                   |             |              |                  |               |               |                         |                         |                  |                  |        |
| Nickolas Delpopolo | bis 73 kg  | A. Goumar         | 100s1:000s2 | O. Ganbaatar | 010s2:000s2 (GS) | S. Muki       | 000s0:100s1   | M. Ungvári              | 000s2:000s1             | ausgeschieden    | ausgeschieden    | 7      |
| Travis Stevens     | bis 81 kg  | R. Pacek          | 001s1:000s1 | S. Sobirov   | 101s1:000s2      | I. Iwanow     | 100s0:000s1   | A. Tschrikischwili      | 100s2:000s1             | C. Chalmursajew  | 000s0:100s0      | Silber |
| Colton Brown       | bis 90 kg  | I. Monier Suliman | 100s0:000s0 | A. Iddir     | 000s1:010s2      | ausgeschieden | ausgeschieden | ausgeschieden           | ausgeschieden           | ausgeschieden    | ausgeschieden    | 9      |

### Kanu

#### Kanurennsport
| Athleten     | Wettbewerb | Vorlauf      | Vorlauf | Halbfinale    | Halbfinale    | Finale        | Finale        | Rang |
| Athleten     | Wettbewerb | Zeit         | Rang    | Zeit          | Rang          | Zeit          | Rang          | Rang |
| ------------ | ---------- | ------------ | ------- | ------------- | ------------- | ------------- | ------------- | ---- |
| Frauen       |            |              |         |               |               |               |               |      |
| Maggie Hogan | K-1 200 m  | 44,668 s     | 27      | ausgeschieden | ausgeschieden | ausgeschieden | ausgeschieden | 27   |
| Maggie Hogan | K-1 500 m  | 1:58,970 min | 22      | ausgeschieden | ausgeschieden | ausgeschieden | ausgeschieden | 22   |

#### Kanuslalom
| Athleten                    | Wettbewerb | Vorlauf  | Vorlauf | Halbfinale | Halbfinale | Finale        | Finale        | Rang |
| Athleten                    | Wettbewerb | Zeit     | Rang    | Zeit       | Rang       | Zeit          | Rang          | Rang |
| --------------------------- | ---------- | -------- | ------- | ---------- | ---------- | ------------- | ------------- | ---- |
| Frauen                      |            |          |         |            |            |               |               |      |
| Ashley Nee                  | K-1        | 105,60 s | 9       | 116,59 s   | 14         | ausgeschieden | ausgeschieden | 14   |
| Männer                      |            |          |         |            |            |               |               |      |
| Michal Smolen               | K-1        | 90,13 s  | 10      | 97,87 s    | 12         | ausgeschieden | ausgeschieden | 12   |
| Casey Eichfeld              | C-1        | 100,02 s | 12      | 101,23 s   | 10         | 99,69 s       | 7             | 7    |
| Casey Eichfeld Devin McEwan | C-2        | 112,33 s | 10      | 116,26 s   | 10         | 117,85 s      | 10            | 10   |

### Leichtathletik
Laufen und Gehen 
| Athleten | Wettbewerb        | Runde 1      | Runde 1 | Halbfinale    | Halbfinale    | Finale        | Finale        | Rang   |
| Athleten | Wettbewerb        | Zeit         | Rang    | Zeit          | Rang          | Zeit          | Rang          | Rang   |
| --- | ----------------- | ------------ | ------- | ------------- | ------------- | ------------- | ------------- | ------ |
| Frauen |                   |              |         |               |               |               |               |        |
| Tianna Bartoletta                                                                                               | 100 m             | 11,23 s      | 12      | 11,00 s       | 9             | ausgeschieden | ausgeschieden | 9      |
| Tori Bowie | 100 m             | 11,13 s      | 6       | 10,90 s       | 3             | 10,83 s       | 2             | Silber |
| English Gardner                                                                                                 | 100 m             | 11,09 s      | 5       | 10,90 s       | 3             | 10,94 s       | 7             | 7      |
| Tori Bowie | 200 m             | 22,47 s      | 3       | 22,13 s       | 2             | 22,15 s       | 3             | Bronze |
| Jenna Prandini                                                                                                  | 200 m             | 22,62 s      | 8       | 22,55 s       | 10            | ausgeschieden | ausgeschieden | 10     |
| Deajah Stevens                                                                                                  | 200 m             | 22,45 s      | 2       | 22,38 s       | 6             | 22,65 s       | 7             | 7      |
| Allyson Felix                                                                                                   | 400 m             | 51,24 s      | 6       | 49,67 s       | 1             | 49,51 s       | 2             | Silber |
| Phyllis Francis                                                                                                 | 400 m             | 50,58 s      | 1       | 50,31 s       | 5             | 50,41 s       | 5             | 5      |
| Natasha Hastings                                                                                                | 400 m             | 51,31 s      | 9       | 49,90 s       | 3             | 50,43 s       | 4             | 4      |
| Kate Grace | 800 m             | 1:56,96 min  | 16      | 1:58,79 min   | 3             | 1:59,57 min   | 8             | 8      |
| Chrishuna Williams                                                                                              | 800 m             | 2:01,19 min  | 35      | ausgeschieden | ausgeschieden | ausgeschieden | ausgeschieden | 35     |
| Ajee Wilson | 800 m             | 1:59,44 min  | 7       | 1:59,75 min   | 12            | ausgeschieden | ausgeschieden | 12     |
| Brenda Martinez                                                                                                 | 1500 m            | 4:11,74 min  | 26      | 4:10,41 min   | 21            | ausgeschieden | ausgeschieden | 21     |
| Shannon Rowbury                                                                                                 | 1500 m            | 4:06,47 min  | 2       | 4:04,46 min   | 6             | 4:11,05 min   | 4             | 4      |
| Jennifer Simpson                                                                                                | 1500 m            | 4:06,99 min  | 10      | 4:05,07 min   | 7             | 4:10,53 min   | 3             | Bronze |
| Kim Conley | 5000 m            | 15:36,00 min | 23      | –             | –             | ausgeschieden | ausgeschieden | 23     |
| Abbey D’Agostino                                                                                                | 5000 m            | 17:10,02 min | 30      | –             | –             | DNS           | DNS           | –      |
| Shelby Houlihan                                                                                                 | 5000 m            | 15:19,96 min | 10      | –             | –             | 15:08,89 min  | 11            | 11     |
| Marielle Hall                                                                                                   | 10.000 m          | –            | –       | –             | –             | 32:39,32 min  | 33            | 33     |
| Molly Huddle | 10.000 m          | –            | –       | –             | –             | 30:13,17 min  | 6             | 6      |
| Emily Infeld | 10.000 m          | –            | –       | –             | –             | 31:26,94 min  | 11            | 11     |
| Emma Coburn | 3000 m Hindernis  | 9:18,12 min  | 3       | –             | –             | 9:07,63 min   | 3             | Bronze |
| Courtney Frerichs                                                                                               | 3000 m Hindernis  | 9:27,02 min  | 12      | –             | –             | 9:22,87 min   | 11            | 11     |
| Colleen Quigley                                                                                                 | 3000 m Hindernis  | 9:21,82 min  | 8       | –             | –             | 9:21,10 min   | 8             | 8      |
| Nia Ali | 100 m Hürden      | 12,76 s      | 6       | 12,65 s       | 4             | 12,59 s       | 2             | Silber |
| Kristi Castlin                                                                                                  | 100 m Hürden      | 12,68 s      | 2       | 12,63 s       | 2             | 12,61 s       | 3             | Bronze |
| Brianna Rollins                                                                                                 | 100 m Hürden      | 12,54 s      | 1       | 12,47 s       | 1             | 12,48 s       | 1             | Gold   |
| Sydney McLaughlin                                                                                               | 400 m Hürden      | 56,32 s      | 21      | 56,22 s       | 17            | ausgeschieden | ausgeschieden | 17     |
| Dalilah Muhammad                                                                                                | 400 m Hürden      | 55,33 s      | 4       | 53,89 s       | 1             | 53,13 s       | 1             | Gold   |
| Ashley Spencer                                                                                                  | 400 m Hürden      | 55,12 s      | 2       | 54,87 s       | 5             | 53,72 s       | 3             | Bronze |
| Tianna Bartoletta Tori Bowie Allyson Felix English Gardner Im Vorlauf: Morolake Akinosun                        | 4 × 100-m-Staffel | 41,77 s      | 1       | –             | –             | 41,01 s       | 1             | Gold   |
| Allyson Felix Phyllis Francis Natasha Hastings Courtney Okolo Im Vorlauf: Taylor Ellis-Watson Francena McCorory | 4 × 400-m-Staffel | 3:21,42 min  | 1       | –             | –             | 3:19,06 min   | 1             | Gold   |
| Amy Cragg | Marathon          | –            | –       | –             | –             | 2:28:25 h     | 9             | 9      |
| Shalane Flanagan                                                                                                | Marathon          | –            | –       | –             | –             | 2:25:26 h     | 6             | 6      |
| Desiree Linden                                                                                                  | Marathon          | –            | –       | –             | –             | 2:26:08 h     | 7             | 7      |
| Miranda Melville                                                                                                | 20 km Gehen       | –            | –       | –             | –             | 1:35:48 h     | 34            | 34     |
| Maria Michta-Coffey                                                                                             | 20 km Gehen       | –            | –       | –             | –             | 1:33:36 h     | 22            | 22     |
| Männer |                   |              |         |               |               |               |               |        |
| Marvin Bracy | 100 m             | 10,16 s      | 15      | 10,08 s       | 14            | ausgeschieden | ausgeschieden | 14     |
| Trayvon Bromell                                                                                                 | 100 m             | 10,13 s      | 8       | 10,01 s       | 7             | 10,06 s       | 8             | 8      |
| Justin Gatlin                                                                                                   | 100 m             | 10,01 s      | 1       | 9,94 s        | 3             | 9,89 s        | 2             | Silber |
| LaShawn Merritt                                                                                                 | 200 m             | 20,15 s      | 4       | 19,94 s       | 3             | 20,19 s       | 6             | 6      |
| Justin Gatlin                                                                                                   | 200 m             | 20,42 s      | 25      | 20,13 s       | 9             | ausgeschieden | ausgeschieden | 9      |
| Ameer Webb | 200 m             | 20,31 s      | 19      | 20,43 s       | 19            | ausgeschieden | ausgeschieden | 19     |
| LaShawn Merritt                                                                                                 | 400 m             | 45,28 s      | 11      | 44,21 s       | 2             | 43,85 s       | 3             | Bronze |
| Gil Roberts | 400 m             | 45,27 s      | 10      | 44,65 s       | 9             | ausgeschieden | ausgeschieden | 9      |
| David Verburg                                                                                                   | 400 m             | 45,48 s      | 15      | 45,61 s       | 20            | ausgeschieden | ausgeschieden | 20     |
| Boris Berian | 800 m             | 1:45,87 min  | 6       | 1:44,56 min   | 6             | 1:46,15 min   | 8             | 8      |
| Charles Jock | 800 m             | 1:47,06 min  | 24      | ausgeschieden | ausgeschieden | ausgeschieden | ausgeschieden | 24     |
| Clayton Murphy                                                                                                  | 800 m             | 1:46,18 min  | 12      | 1:44,30 min   | 4             | 1:42,93 min   | 3             | Bronze |
| Robby Andrews                                                                                                   | 1500 m            | 3:46,97 min  | 27      | DSQ           | DSQ           | ausgeschieden | ausgeschieden | –      |
| Ben Blankenship                                                                                                 | 1500 m            | 3:38,92 min  | 9       | 3:39,99 min   | 7             | 3:51,09 min   | 8             | 8      |
| Matthew Centrowitz                                                                                              | 1500 m            | 3:39,31 min  | 15      | 3:39,61 min   | 3             | 3:50,00 min   | 1             | Gold   |
| Paul Kipkemoi Chelimo                                                                                           | 5000 m            | 13:19,54 min | 1       | –             | –             | 13:03,90 min  | 2             | Silber |
| Bernard Lagat                                                                                                   | 5000 m            | 13:26,02 min | 17      | –             | –             | 13:06,78 min  | 5             | 5      |
| Hassan Mead | 5000 m            | 13:34,27 min | 29      | –             | –             | ausgeschieden | ausgeschieden | 29     |
| Shadrack Kipchirchir                                                                                            | 10.000 m          | –            | –       | –             | –             | 27:58,32 min  | 19            | 19     |
| Leonard Essau Korir                                                                                             | 10.000 m          | –            | –       | –             | –             | 27:35,65 min  | 14            | 14     |
| Galen Rupp | 10.000 m          | –            | –       | –             | –             | 27:08,92 min  | 5             | 5      |
| Hillary Bor | 3000 m Hindernis  | 8:25,01 min  | 6       | –             | –             | 8:22,74 min   | 7             | 7      |
| Donald Cabral                                                                                                   | 3000 m Hindernis  | 8:21,96 min  | 3       | –             | –             | 8:25,81 min   | 8             | 8      |
| Evan Jager | 3000 m Hindernis  | 8:25,86 min  | 9       | –             | –             | 8:04,28 min   | 2             | Silber |
| Devon Allen | 110 m Hürden      | 13,41 s      | 7       | 13,36 s       | 6             | 13,31 s       | 5             | 5      |
| Ronnie Ash | 110 m Hürden      | 13,31 s      | 2       | 13,36 s       | 6             | DSQ           | DSQ           | –      |
| Jeff Porter | 110 m Hürden      | 13,50 s      | 8       | 13,45 s       | 10            | ausgeschieden | ausgeschieden | 10     |
| Kerron Clement                                                                                                  | 400 m Hürden      | 49,17 s      | 16      | 48,26 s       | 1             | 47,79 s       | 1             | Gold   |
| Bryon Robinson                                                                                                  | 400 m Hürden      | 48,98 s      | 12      | 48,65 s       | 8             | ausgeschieden | ausgeschieden | 8      |
| Michael Tinsley                                                                                                 | 400 m Hürden      | 50,18 s      | 37      | ausgeschieden | ausgeschieden | ausgeschieden | ausgeschieden | 37     |
| Trayvon Bromell Justin Gatlin Tyson Gay Mike Rodgers Im Vorlauf: Christian Coleman Jarrion Lawson               | 4 × 100-m-Staffel | 37,65 s      | 1       | –             | –             | DSQ           | DSQ           | –      |
| Arman Hall Tony McQuay LaShawn Merritt Gil Roberts Im Vorlauf: Kyle Clemons David Verburg                       | 4 × 400-m-Staffel | 2:58,38 min  | 2       | –             | –             | 2:57,30 min   | 1             | Gold   |
| Meb Keflezighi                                                                                                  | Marathon          | –            | –       | –             | –             | 2:16:46 h     | 33            | 33     |
| Galen Rupp | Marathon          | –            | –       | –             | –             | 2:10:05 h     | 3             | Bronze |
| Jared Ward | Marathon          | –            | –       | –             | –             | 2:11:30 h     | 6             | 6      |
| John Nunn | 50 km Gehen       | –            | –       | –             | –             | 4:16:12 h     | 43            | 43     |

 Springen und Werfen 
| Athleten          | Wettbewerb     | Qualifikation | Qualifikation | Finale        | Finale        | Rang   |
| Athleten          | Wettbewerb     | Weite/Höhe    | Rang          | Weite/Höhe    | Rang          | Rang   |
| ----------------- | -------------- | ------------- | ------------- | ------------- | ------------- | ------ |
| Frauen            |                |               |               |               |               |        |
| Vashti Cunningham | Hochsprung     | 1,94 m        | 15            | 1,88 m        | 13            | 13     |
| Chaunté Lowe      | Hochsprung     | 1,94 m        | 1             | 1,97 m        | 4             | 4      |
| Inika McPherson   | Hochsprung     | 1,94 m        | 1             | 1,93 m        | 10            | 10     |
| Sandi Morris      | Stabhochsprung | 4,55 m        | 8             | 4,85 m        | 2             | Silber |
| Jennifer Suhr     | Stabhochsprung | 4,60 m        | 2             | 4,60 m        | 7             | 7      |
| Lexi Weeks        | Stabhochsprung | 4,45 m        | 19            | ausgeschieden | ausgeschieden | 19     |
| Tianna Bartoletta | Weitsprung     | 6,70 m        | 5             | 7,17 m        | 1             | Gold   |
| Janay Deloach     | Weitsprung     | 6,50 m        | 13            | ausgeschieden | ausgeschieden | 13     |
| Brittney Reese    | Weitsprung     | 6,78 m        | 3             | 7,15 m        | 2             | Silber |
| Christina Epps    | Dreisprung     | 14,01 m       | 15            | ausgeschieden | ausgeschieden | 15     |
| Andrea Geubelle   | Dreisprung     | 13,93 m       | 21            | ausgeschieden | ausgeschieden | 21     |
| Keturah Orji      | Dreisprung     | 14,08 m       | 12            | 14,71 m       | 4             | 4      |
| Michelle Carter   | Kugelstoßen    | 19,01 m       | 3             | 20,63 m       | 1             | Gold   |
| Felisha Johnson   | Kugelstoßen    | 17,69 m       | 14            | ausgeschieden | ausgeschieden | 14     |
| Raven Saunders    | Kugelstoßen    | 18,83 m       | 4             | 19,35 m       | 5             | 5      |
| Whitney Ashley    | Diskuswurf     | keine Weite   | keine Weite   | ausgeschieden | ausgeschieden | –      |
| Kelsey Card       | Diskuswurf     | 56,41 m       | 25            | ausgeschieden | ausgeschieden | 25     |
| Shelbi Vaughan    | Diskuswurf     | 53,33 m       | 29            | ausgeschieden | ausgeschieden | 29     |
| Gwenn Berry       | Hammerwurf     | 69,90 m       | 14            | ausgeschieden | ausgeschieden | 14     |
| Amber Campbell    | Hammerwurf     | 71,09 m       | 8             | 72,74 m       | 6             | 6      |
| DeAnna Price      | Hammerwurf     | 70,79 m       | 9             | 70,95 m       | 8             | 8      |
| Brittany Borman   | Speerwurf      | 56,04 m       | 27            | ausgeschieden | ausgeschieden | 27     |
| Maggie Malone     | Speerwurf      | 56,47 m       | 25            | ausgeschieden | ausgeschieden | 25     |
| Kara Winger       | Speerwurf      | 61,02 m       | 13            | ausgeschieden | ausgeschieden | 13     |
| Männer            |                |               |               |               |               |        |
| Bradley Adkins    | Hochsprung     | 2,26 m        | 21            | ausgeschieden | ausgeschieden | 21     |
| Erik Kynard       | Hochsprung     | 2,29 m        | 5             | 2,33 m        | 6             | 6      |
| Ricky Robertson   | Hochsprung     | 2,26 m        | 17            | ausgeschieden | ausgeschieden | 17     |
| Logan Cunningham  | Stabhochsprung | 5,30 m        | 28            | ausgeschieden | ausgeschieden | 28     |
| Sam Kendricks     | Stabhochsprung | 5,70 m        | 1             | 5,85 m        | 3             | Bronze |
| Cale Simmons      | Stabhochsprung | 5,30 m        | 28            | ausgeschieden | ausgeschieden | 28     |
| Mike Hartfield    | Weitsprung     | 7,66 m        | 25            | ausgeschieden | ausgeschieden | 25     |
| Jeff Henderson    | Weitsprung     | 8,20 m        | 2             | 8,38 m        | 1             | Gold   |
| Jarrion Lawson    | Weitsprung     | 7,99 m        | 7             | 8,25 m        | 4             | 4      |
| Chris Benard      | Dreisprung     | 16,55 m       | 16            | ausgeschieden | ausgeschieden | 16     |
| Will Claye        | Dreisprung     | 17,05 m       | 3             | 17,76 m       | 2             | Silber |
| Christian Taylor  | Dreisprung     | 17,24 m       | 1             | 17,86 m       | 1             | Gold   |
| Ryan Crouser      | Kugelstoßen    | 21,59 m       | 1             | 22,52 m       | 1             | Gold   |
| Darrell Hill      | Kugelstoßen    | 19,56 m       | 23            | ausgeschieden | ausgeschieden | 12     |
| Joe Kovacs        | Kugelstoßen    | 20,73 m       | 5             | 21,78 m       | 2             | Silber |
| Tavis Bailey      | Diskuswurf     | 59,81 m       | 26            | ausgeschieden | ausgeschieden | 26     |
| Andrew Evans      | Diskuswurf     | 61,87 m       | 16            | ausgeschieden | ausgeschieden | 16     |
| Mason Finley      | Diskuswurf     | 63,68 m       | 6             | 62,05 m       | 11            | 11     |
| Kibwe Johnson     | Hammerwurf     | keine Weite   | keine Weite   | ausgeschieden | ausgeschieden | –      |
| Conor McCullough  | Hammerwurf     | 72,88 m       | 16            | ausgeschieden | ausgeschieden | 16     |
| Rudy Winkler      | Hammerwurf     | 71,89 m       | 18            | ausgeschieden | ausgeschieden | 18     |
| Sam Crouser       | Speerwurf      | 73,78 m       | 34            | ausgeschieden | ausgeschieden | 34     |
| Sean Furey        | Speerwurf      | 72,61 m       | 35            | ausgeschieden | ausgeschieden | 35     |
| Cyrus Hostetler   | Speerwurf      | 79,76 m       | 20            | ausgeschieden | ausgeschieden | 20     |

 Mehrkampf 
| Athletinnen         | 100 m Hürden | 100 m Hürden | Hochsprung | Hochsprung | Kugelstoßen | Kugelstoßen | 200 m   | 200 m  | Weitsprung | Weitsprung | Speerwurf | Speerwurf | 800 m       | 800 m  | Punkte | Rang |
| Athletinnen         | Zeit         | Punkte       | Höhe       | Punkte     | Weite       | Punkte      | Zeit    | Punkte | Weite      | Punkte     | Weite     | Punkte    | Zeit        | Punkte | Punkte | Rang |
| ------------------- | ------------ | ------------ | ---------- | ---------- | ----------- | ----------- | ------- | ------ | ---------- | ---------- | --------- | --------- | ----------- | ------ | ------ | ---- |
| Siebenkampf Frauen  |              |              |            |            |             |             |         |        |            |            |           |           |             |        |        |      |
| Heather Miller-Koch | 13,56 s      | 1041         | 1,80 m     | 978        | 12,91 m     | 721         | 24,97 s | 890    | 6,16 m     | 899        | 40,25 m   | 672       | 2:06,82 min | 1012   | 6213   | 18   |
| Barbara Nwaba       | 13,81 s      | 1005         | 1,83 m     | 1016       | 14,81 m     | 848         | 24,77 s | 908    | 5,81 m     | 792        | 46,85 m   | 799       | 2:11,61 min | 941    | 6309   | 12   |
| Kendell Williams    | 1304 s       | 1118         | 1,83 m     | 1016       | 11,21 m     | 609         | 24,09 s | 972    | 6,31 m     | 946        | 40,93 m   | 685       | 2:16,24 min | 875    | 6221   | 17   |

| Athleten         | 100 m   | 100 m | Weitsprung | Weitsprung | Kugelstoßen | Kugelstoßen | Hochsprung | Hochsprung | 400 m   | 400 m | 110 m Hürden | 110 m Hürden | Diskuswurf | Diskuswurf | Stabhochsprung | Stabhochsprung | Speerwurf | Speerwurf | 1500 m      | 1500 m | Punkte | Rang |
| Athleten         | Zeit    | Pkte. | Weite      | Pkte.      | Weite       | Pkte.       | Höhe       | Pkte.      | Zeit    | Pkte. | Zeit         | Pkte.        | Weite      | Pkte.      | Höhe           | Pkte.          | Weite     | Pkte.     | Zeit        | Pkte.  | Punkte | Rang |
| ---------------- | ------- | ----- | ---------- | ---------- | ----------- | ----------- | ---------- | ---------- | ------- | ----- | ------------ | ------------ | ---------- | ---------- | -------------- | -------------- | --------- | --------- | ----------- | ------ | ------ | ---- |
| Zehnkampf Männer |         |       |            |            |             |             |            |            |         |       |              |              |            |            |                |                |           |           |             |        |        |      |
| Ashton Eaton     | 10,46 s | 985   | 7,94 m     | 1045       | 14,73 m     | 773         | 2,01 m     | 813        | 46,07 s | 1005  | 13,80 s      | 1000         | 45,49 m    | 777        | 5,20 m         | 972            | 59,77 m   | 734       | 4:23,33 min | 789    | 8893   | Gold |
| Jeremy Taiwo     | 11,01 s | 858   | 7,45 m     | 922        | 14,92 m     | 785         | 2,19 m     | 982        | 48,78 s | 872   | 14,57 s      | 902          | 39,91 m    | 663        | 5,00 m         | 910            | 51,29 m   | 608       | 4:21,96 min | 798    | 8300   | 11   |
| Zach Ziemek      | 10,71 s | 926   | 7,49 m     | 932        | 13,44 m     | 694         | 2,10 m     | 896        | 49,83 s | 822   | 14,77 s      | 878          | 49,42 m    | 858        | 5,20 m         | 972            | 60,92 m   | 752       | 4:42,97 min | 662    | 8392   | 7    |

### Moderner Fünfkampf
| Athleten          | Fechten | Fechten | Schwimmen   | Schwimmen | Reiten  | Reiten | Combined     | Combined | Punkte | Rang |
| Athleten          | Bilanz  | Punkte  | Zeit        | Punkte    | Zeit    | Punkte | Zeit         | Punkte   | Punkte | Rang |
| ----------------- | ------- | ------- | ----------- | --------- | ------- | ------ | ------------ | -------- | ------ | ---- |
| Frauen            |         |         |             |           |         |        |              |          |        |      |
| Isabella Isaksen  | 20:15   | 220     | 2:20,20 min | 280       | 80,31 s | 285    | 13:51,96 min | 469      | 1255   | 24   |
| Margaux Isaksen   | 18:17   | 208     | 2:19,91 min | 281       | 70,24 s | 293    | 13:23,90 min | 497      | 1280   | 19   |
| Männer            |         |         |             |           |         |        |              |          |        |      |
| Nathan Schrimsher | 20:15   | 220     | 2:00,87 min | 338       | 79,42 s | 282    | 11:30,76 min | 610      | 1450   | 11   |

### Radsport

#### Bahn
| Athleten                                                                            | Wettbewerb            | Qualifikation | Qualifikation | Finals        | Finals        | Rang   |
| Athleten                                                                            | Wettbewerb            | Zeit          | Rang          | Zeit          | Rang          | Rang   |
| ----------------------------------------------------------------------------------- | --------------------- | ------------- | ------------- | ------------- | ------------- | ------ |
| Frauen                                                                              |                       |               |               |               |               |        |
| Kelly Catlin Chloe Dygert Jennifer Valente Ruth Winder Ersatzfahrerin: Sarah Hammer | Mannschaftsverfolgung | 4:14,286 min  | 2             | 4:12,454 min  | 2             | Silber |
| Männer                                                                              |                       |               |               |               |               |        |
| Matthew Baranoski                                                                   | Keirin                | 10,475 s      | 5             | ausgeschieden | ausgeschieden | 17     |

Omnium
| Frauen       |    |    |   |    |    |    |    |    |    |    |     |    |     |        |
| Sarah Hammer | 4  | 34 | 2 | 38 | 3  | 36 | 5  | 32 | 5  | 32 | 6   | 34 | 230 | Silber |
| Männer       |    |    |   |    |    |    |    |    |    |    |     |    |     |        |
| Bobby Lea    | 17 | 8  | 8 | 26 | 11 | 20 | 14 | 14 | 12 | 18 | DNF | -  | -   | -      |

#### BMX
| Athleten       | Wettbewerb | Qualifikation | Qualifikation | Viertelfinale | Viertelfinale | Halbfinale | Halbfinale | Finale        | Finale        | Rang   |
| Athleten       | Wettbewerb | Zeit          | Rang          | Punkte        | Rang          | Punkte     | Rang       | Zeit          | Rang          | Rang   |
| -------------- | ---------- | ------------- | ------------- | ------------- | ------------- | ---------- | ---------- | ------------- | ------------- | ------ |
| Frauen         |            |               |               |               |               |            |            |               |               |        |
| Brooke Crain   | Rennen     | 35,345 s      | 7             | –             | –             | 7          | 2          | 35,520 s      | 4             | 4      |
| Alise Post     | Rennen     | 35,509 s      | 8             | –             | –             | 8          | 2          | 34,435 s      | 2             | Silber |
| Männer         |            |               |               |               |               |            |            |               |               |        |
| Connor Fields  | Rennen     | 34,768 s      | 4             | 8             | 2             | 10         | 2          | 34,642 s      | 1             | Gold   |
| Nicholas Long  | Rennen     | 35,088 s      | 9             | 10            | 3             | 12         | 4          | 35,522 s      | 4             | 4      |
| Corben Sharrah | Rennen     | 34,893 s      | 5             | 9             | 3             | 12         | 5          | ausgeschieden | ausgeschieden |        |

#### Mountainbike
| Athleten       | Wettbewerb    | Zeit       | Rang |
| -------------- | ------------- | ---------- | ---- |
| Frauen         |               |            |      |
| Lea Davison    | Cross-Country | 1:33:27 h  | 7    |
| Chloe Woodruff | Cross-Country | 1:36:17 h  | 14   |
| Männer         |               |            |      |
| Howard Grotts  | Cross-Country | überrundet | 38   |

#### Straße
| Athleten          | Wettbewerb       | Zeit         | Rang |
| ----------------- | ---------------- | ------------ | ---- |
| Frauen            |                  |              |      |
| Mara Abbott       | Straßenrennen    | 3:51:31 h    | 4    |
| Kristin Armstrong | Straßenrennen    | DNF          | DNF  |
| Megan Guarnier    | Straßenrennen    | 3:52:41 h    | 11   |
| Evelyn Stevens    | Straßenrennen    | 3:52:43 h    | 12   |
| Kristin Armstrong | Einzelzeitfahren | 44:26,42 min | Gold |
| Evelyn Stevens    | Einzelzeitfahren | 46:00,08 min | 10   |
| Männer            |                  |              |      |
| Brent Bookwalter  | Straßenrennen    | 6:13:36 h    | 16   |
| Taylor Phinney    | Straßenrennen    | DNF          | DNF  |
| Brent Bookwalter  | Einzelzeitfahren | 1:17:57,61 h | 23   |
| Taylor Phinney    | Einzelzeitfahren | 1:17:25,31 h | 22   |

### Reiten
| Dressur |            |         |        |
| Athleten | Wettbewerb | Prozent | Rang   |
| Allison Brock mit Rosevelt                                                                                   | Einzel     | 76,160  | 15     |
| Laura Graves mit Verdades                                                                                    | Einzel     | 88,429  | 4      |
| Kasey Perry-Glass mit Dublet                                                                                 | Einzel     | 73,235  | 22     |
| Steffen Peters mit Legolas                                                                                   | Einzel     | 79,393  | 12     |
| Allison Brock mit Rosevelt Laura Graves mit Verdades Kasey Perry-Glass mit Dublet Steffen Peters mit Legolas | Mannschaft | 76,667  | Bronze |

| Springen                                                                                          |            |                  |               |               |              |              |        |
| Athleten                                                                                          | Wettbewerb | Strafpunkte      | Strafpunkte   | Strafpunkte   | Strafpunkte  | Strafpunkte  | Rang   |
| Athleten                                                                                          | Wettbewerb | 1. Qualifikation | Nationenpreis | Nationenpreis | Einzelfinale | Einzelfinale | Rang   |
| Athleten                                                                                          | Wettbewerb | 1. Qualifikation | 1. Umlauf     | 2. Umlauf     | 1. Umlauf    | 2. Umlauf    | Rang   |
| Lucy Davis mit Barron                                                                             | Einzel     | (4)              | (0)           | (4)           | (12)         | –            | 32     |
| Kent Farrington mit Voyeur                                                                        | Einzel     | (0)              | (0)           | (1)           | (0)          | (0) + (8)    | 5      |
| Beezie Madden mit Cortes‘C’                                                                       | Einzel     | (4)              | (8)           | –             | –            | –            | 46     |
| McLain Ward mit Azur                                                                              | Einzel     | (4)              | (0)           | (0)           | (4)          | (0)          | 9      |
| Lucy Davis mit Barron Kent Farrington mit Voyeur Beezie Madden mit Cortes‘C’ McLain Ward mit Azur | Mannschaft | (8)              | (0)           | (5)           | –            | –            | Silber |

| Vielseitigkeit |            |                     |                     |               |                    |               |        |
| Athleten | Wettbewerb | Minuspunkte Dressur | Minuspunkte Gelände | Springen      | Minuspunkte Gesamt | Rang          |        |
| Phillip Dutton mit Mighty Nice                                                                                                 | Einzel     | 43,60               | 3,20                | 1,00          | 4,00               | 51,80         | Bronze |
| Lauren Kieffer mit Veronica | Einzel     | 47,30               | disqualifiziert     | ausgeschieden | ausgeschieden      | ausgeschieden | –      |
| Boyd Martin mit Blackfoot Mystery                                                                                              | Einzel     | 47,70               | 3,20                | 8,00          | 12,00              | 70,90         | 16     |
| Clark Montgomery mit Loughan Glen                                                                                              | Einzel     | 46,60               | Rückzug             | ausgeschieden | ausgeschieden      | ausgeschieden | –      |
| Phillip Dutton mit Mighty Nice Lauren Kieffer mit Veronica Boyd Martin mit Blackfoot Mystery Clark Montgomery mit Loughan Glen | Mannschaft | 137,50              | 960,20              | 146,50        | 146,50             | 1106,70       | 12     |

### Ringen
| Athleten                  | Wettbewerb        | 1. Runde        | 1. Runde | Achtelfinale             | Achtelfinale | Viertelfinale              | Viertelfinale | Halbfinale           | Halbfinale    | Hoffnungsrunde Viertelfinale | Hoffnungsrunde Viertelfinale | Hoffnungsrunde Halbfinale | Hoffnungsrunde Halbfinale | Hoffnungsrunde Finale | Hoffnungsrunde Finale | Finale               | Finale        | Rang   |
| Athleten                  | Wettbewerb        | Gegner          | Ergebnis | Gegner                   | Ergebnis     | Gegner                     | Ergebnis      | Gegner               | Ergebnis      | Gegner                       | Ergebnis                     | Gegner                    | Ergebnis                  | Gegner                | Ergebnis              | Gegner               | Ergebnis      | Rang   |
| ------------------------- | ----------------- | --------------- | -------- | ------------------------ | ------------ | -------------------------- | ------------- | -------------------- | ------------- | ---------------------------- | ---------------------------- | ------------------------- | ------------------------- | --------------------- | --------------------- | -------------------- | ------------- | ------ |
| Freistil Frauen           |                   |                 |          |                          |              |                            |               |                      |               |                              |                              |                           |                           |                       |                       |                      |               |        |
| Haley Augello             | Klasse bis 48 kg  | Freilos         | Freilos  | Jessica Blaszke          | 3:0          | Eri Tōsaka                 | 1:3           | ausgeschieden        | ausgeschieden | ausgeschieden                | ausgeschieden                | ausgeschieden             | ausgeschieden             | ausgeschieden         | ausgeschieden         | ausgeschieden        | ausgeschieden | 9      |
| Helen Maroulis            | Klasse bis 53 kg  | Julija Blahynja | 4:1      | Zhong Xuechun            | 4:0          | Jong Myong-suk             | 3:1           | Sofia Mattsson       | 5:0           | –                            | –                            | –                         | –                         | –                     | –                     | Saori Yoshida        | 3:1           | Gold   |
| Elena Pirozhkova          | Klasse bis 63 kg  | Freilos         | Freilos  | Tajbe Jussein            | 3:1          | Sorondsonboldyn Battsetseg | 3:1           | Maryja Mamaschuk     | 1:3           | –                            | –                            | –                         | –                         | –                     | –                     | Jekaterina Larionowa | 0:5           | 5      |
| Adeline Gray              | Klasse bis 75 kg  | Freilos         | Freilos  | Andrea Olaya             | 5:0          | Wassilissa Marsaljuk       | 1:3           | ausgeschieden        | ausgeschieden | ausgeschieden                | ausgeschieden                | ausgeschieden             | ausgeschieden             | ausgeschieden         | ausgeschieden         | ausgeschieden        | ausgeschieden | 7      |
| griechisch-römisch Männer |                   |                 |          |                          |              |                            |               |                      |               |                              |                              |                           |                           |                       |                       |                      |               |        |
| Jesse Thielke             | Klasse bis 59 kg  | Freilos         | Freilos  | Mehdi Messaoudi          | 8:0          | Rövşən Bayramov            | 0:4           | ausgeschieden        | ausgeschieden | ausgeschieden                | ausgeschieden                | ausgeschieden             | ausgeschieden             | ausgeschieden         | ausgeschieden         | ausgeschieden        | ausgeschieden | 9      |
| Andrew Bisek              | Klasse bis 75 kg  | Freilos         | Freilos  | Yurisandy Hernandez Rios | 3:0          | Božo Starčević             | 0:3           | ausgeschieden        | ausgeschieden | ausgeschieden                | ausgeschieden                | ausgeschieden             | ausgeschieden             | ausgeschieden         | ausgeschieden         | ausgeschieden        | ausgeschieden | 12     |
| Benjamin Provisor         | Klasse bis 85 kg  | Freilos         | Freilos  | Rustam Assakalov         | 1:3          | ausgeschieden              | ausgeschieden | ausgeschieden        | ausgeschieden | ausgeschieden                | ausgeschieden                | ausgeschieden             | ausgeschieden             | ausgeschieden         | ausgeschieden         | ausgeschieden        | ausgeschieden | 12     |
| Robert Smith              | Klasse bis 130 kg | Freilos         | Freilos  | Sabah Shariati           | 1:3          | ausgeschieden              | ausgeschieden | ausgeschieden        | ausgeschieden | ausgeschieden                | ausgeschieden                | ausgeschieden             | ausgeschieden             | ausgeschieden         | ausgeschieden         | ausgeschieden        | ausgeschieden | 12     |
| Freistil Männer           |                   |                 |          |                          |              |                            |               |                      |               |                              |                              |                           |                           |                       |                       |                      |               |        |
| Daniel Dennis             | Klasse bis 57 kg  | Freilos         | Freilos  | Wladimir Dubow           | 0:4          | ausgeschieden              | ausgeschieden | ausgeschieden        | ausgeschieden | ausgeschieden                | ausgeschieden                | ausgeschieden             | ausgeschieden             | ausgeschieden         | ausgeschieden         | ausgeschieden        | ausgeschieden | 19     |
| Frank Molinaro            | Klasse bis 65 kg  | Freilos         | Freilos  | Magomedmurad Gadżijew    | 3:1          | Toghrul Asarov             | 0:4           | ausgeschieden        | ausgeschieden | ausgeschieden                | ausgeschieden                | ausgeschieden             | ausgeschieden             | ausgeschieden         | ausgeschieden         | ausgeschieden        | ausgeschieden | 5      |
| Jordan Burroughs          | Klasse bis 74 kg  | Freilos         | Freilos  | Augusto Midana           | 3:1          | Aniuar Gedujew             | 1:3           | ausgeschieden        | ausgeschieden | ausgeschieden                | ausgeschieden                | ausgeschieden             | ausgeschieden             | ausgeschieden         | ausgeschieden         | ausgeschieden        | ausgeschieden | 9      |
| J’den Cox                 | Klasse bis 86 kg  | Freilos         | Freilos  | Amarhadschy Mahamedau    | 7:1          | Alireza Karimi             | 5:1           | Selim Yaşar          | 1:3           | –                            | –                            | –                         | –                         | –                     | –                     | Reineris Salas Perez | 5:0           | Bronze |
| Kyle Snyder               | Klasse bis 97 kg  | Freilos         | Freilos  | Javier Cortina Lacerra   | 3:1          | Albert Saritov             | 3:0           | Elisbar Odikadse     | 3:1           | –                            | –                            | –                         | –                         | –                     | –                     | Khetag Goziumov      | 3:1           | Gold   |
| Tervel Dlagnev            | Klasse bis 125 kg | Freilos         | Freilos  | Jamaladdin Magomedov     | 3:1          | Robert Baran               | 3:1           | Komeil Nemat Ghasemi | 0:4           | –                            | –                            | –                         | –                         | –                     | –                     | Geno Petriaschwili   | 0:4           | 5      |

### Rudern
| Athleten | Wettbewerb                            | Vorlauf     | Vorlauf | Vorlauf       | Hoffnungslauf | Hoffnungslauf | Hoffnungslauf | Viertelfinale | Viertelfinale | Viertelfinale | Halbfinale  | Halbfinale | Halbfinale    | Finale      | Finale | Rang   |
| Athleten | Wettbewerb                            | Zeit        | Platz   | Qualifikation | Zeit          | Platz         | Qualifikation | Zeit          | Platz         | Qualifikation | Zeit        | Platz      | Qualifikation | Zeit        | Platz  | Rang   |
| --- | ------------------------------------- | ----------- | ------- | ------------- | ------------- | ------------- | ------------- | ------------- | ------------- | ------------- | ----------- | ---------- | ------------- | ----------- | ------ | ------ |
| Frauen |                                       |             |         |               |               |               |               |               |               |               |             |            |               |             |        |        |
| Genevra Stone | Einer                                 | 8:29,67 min | 1       | Viertelfinale | –             | –             | –             | 7:27,04 min   | 1             | Halbfinale    | 7:44,56 min | 2          | Finale        | 7:22,92 min | 2      | Silber |
| Grace Luczak Felice Mueller | Zweier ohne Steuerfrau                | 7:05,14 min | 1       | Halbfinale    | –             | –             | –             | –             | –             | –             | 7:20,93 min | 2          | Finale        | 7:24,77 min | 4      | 4      |
| Meghan O’Leary Ellen Tomek | Doppelzweier                          | 7:46,92 min | 4       | Hoffnungslauf | 7:00,60 min   | 2             | Halbfinale    | –             | –             | –             | 6:52,92 min | 3          | Finale        | 8:06,18 min | 6      | 6      |
| Kathleen Bertko Devery Karz | Leichtgewichts-Doppelzweier           | 7:07,37 min | 3       | Hoffnungslauf | 7:58,90 min   | 1             | Halbfinale    | –             | –             | –             | 7:22,78 min | 5          | B-Finale      | 7:29,96 min | 4      | 10     |
| Tracy Eisser Megan Kalmoe Grace Latz Adrienne Martelli                                                                                    | Doppelvierer                          | 6:40,78 min | 3       | Hoffnungslauf | 6:28,54 min   | 4             | Finale        | –             | –             | –             | –           | –          | –             | 6:57,67 min | 5      | 5      |
| Amanda Elmore Tessa Gobbo Eleanor Logan Meghan Musnicki Amanda Polk Emily Regan Lauren Schmetterling Kerry Simmonds Katelin Snyder (Stf.) | Achter                                | 6:06,34 min | 1       | Finale        | –             | –             | –             | –             | –             | –             | –           | –          | –             | 6:01,49 min | 1      | Gold   |
| Männer |                                       |             |         |               |               |               |               |               |               |               |             |            |               |             |        |        |
| Nareg Guregian Anders Weiss | Zweier ohne Steuermann                | 6:49,97 min | 4       | Hoffnungslauf | 6:36,60 min   | 3             | Halbfinale    | –             | –             | –             | 6:33,95 min | 5          | B-Finale      | 7:10,60 min | 5      | 11     |
| Andrew Campbell Joshua Konieczny | Leichtgewichts-Doppelzweier           | 6:26,56 min | 2       | Halbfinale    | –             | –             | –             | –             | –             | –             | 6:35,19 min | 2          | Finale        | 6:35,07 min | 5      | 5      |
| Charlie Cole Henrik Rummel Matthew Miller Seth Weil                                                                                       | Vierer ohne Steuermann                | 5:58,31 min | 3       | Halbfinale    | –             | –             | –             | –             | –             | –             | 6:19,08 min | 4          | B-Finale      | 5:59,20 min | 1      | 7      |
| Anthony Fahden Edward King Tyler Nase Robin Prendes                                                                                       | Leichtgewichts-Vierer ohne Steuermann | 6:05,61 min | 2       | Halbfinale    | –             | –             | –             | –             | –             | –             | 6:26,82 min | 4          | B-Finale      | 6:36,93 min | 4      | 10     |
| Mike DiSanto Samuel Dommer Austin Hack Alexander Karwoski Stephen Kasprzyk Robert Munn Glenn Ochal Hans Struzyna Samuel Ojserkis (Stm.)   | Achter                                | 5:40,16 min | 2       | Hoffnungslauf | 5:51,13 min   | 1             | Finale        | –             | –             | –             | –           | –          | –             | 5:34,23 min | 4      | 4      |

### Rugby
| Wettbewerb         | Frauen | Männer |
| ------------------ | --- | --- |
| Athleten           | Alev Kelter Jillion Potter Bui Baravilala Kelly Griffin Lauren Doyle Kathryn Johnson Victoria Folayan Carmen Farmer Richelle Stephens Joanne Fa'avesi Ryan Carlyle Jessica Javelet | Carlin Isles Ben Pinkelman Danny Barrett Garrett Bender Zack Test Andrew Durutalo Folau Niua Maka Unufe Chris Wyles Madison Hughes Perry Baker Nate Ebner |
| Trainer            | Richie Walker | Mike Friday |
| Gruppenphase       | Fidschi (7:12) Kolumbien (48:0) Australien (12:12) | Argentinien (14:17) Brasilien (26:0) Fidschi (19:24) |
| Viertelfinale      | Neuseeland (0:5) | – |
| Halbfinale         | – | – |
| Finale             | – | – |
| Platzierungsspiele | Fidschi (12:7) Frankreich (19:5) | Brasilien (24:12) Spanien (24:12) |
| Platzierung        | 5. Platz | 9. Platz |

### Schießen
| Athleten          | Wettbewerb                               | Qualifikation   | Qualifikation | Finale          | Finale        | Ringe/ Scheiben | Rang   |
| Athleten          | Wettbewerb                               | Ringe/ Scheiben | Rang          | Ringe/ Scheiben | Rang          | Ringe/ Scheiben | Rang   |
| ----------------- | ---------------------------------------- | --------------- | ------------- | --------------- | ------------- | --------------- | ------ |
| Frauen            |                                          |                 |               |                 |               |                 |        |
| Sarah Scherer     | Luftgewehr 10 Meter                      | 416,8           | 5             | 78,6            | 8             | 495,4           | 8      |
| Virginia Thrasher | Luftgewehr 10 Meter                      | 416,3           | 6             | 208,0           | 1             | 624,3           | Gold   |
| Sarah Scherer     | Kleinkaliber Dreistellungskampf 50 Meter | 570             | 33            | ausgeschieden   | ausgeschieden | 570             | 33     |
| Virginia Thrasher | Kleinkaliber Dreistellungskampf 50 Meter | 581             | 11            | ausgeschieden   | ausgeschieden | 581             | 11     |
| Lydia Paterson    | Luftpistole 10 Meter                     | 378             | 29            | ausgeschieden   | ausgeschieden | 378             | 29     |
| Enkelejda Shehaj  | Luftpistole 10 Meter                     | 372             | 40            | ausgeschieden   | ausgeschieden | 372             | 40     |
| Enkelejda Shehaj  | Sportpistole 25 Meter                    | 567             | 33            | ausgeschieden   | ausgeschieden | 567             | 33     |
| Corey Cogdell     | Trap                                     | 68              | 4             | 26              | 3             | 94              | Bronze |
| Morgan Craft      | Skeet                                    | 69              | 6             | 14              | 5             | 83              | 5      |
| Kimberly Rhode    | Skeet                                    | 72              | 2             | 19              | 3             | 91              | Bronze |
| Männer            |                                          |                 |               |                 |               |                 |        |
| Lucas Kozeniersky | Luftgewehr 10 Meter                      | 622,3           | 21            | ausgeschieden   | ausgeschieden | 622,3           | 21     |
| Daniel Lowe       | Luftgewehr 10 Meter                      | 620,0           | 34            | ausgeschieden   | ausgeschieden | 620,0           | 34     |
| David Higgins     | Kleinkaliber liegend 50 Meter            | 617,7           | 40            | ausgeschieden   | ausgeschieden | 617,7           | 40     |
| Michael McPhail   | Kleinkaliber liegend 50 Meter            | 622,0           | 19            | ausgeschieden   | ausgeschieden | 622,0           | 19     |
| Matthew Emmons    | Kleinkaliber Dreistellungskampf 50 Meter | 1169            | 19            | ausgeschieden   | ausgeschieden | 1169            | 11     |
| Daniel Lowe       | Kleinkaliber Dreistellungskampf 50 Meter | 1168            | 28            | ausgeschieden   | ausgeschieden | 1168            | 28     |
| Jay Shi           | Freie Pistole 50 Meter                   | 553             | 14            | ausgeschieden   | ausgeschieden | 553             | 14     |
| Will Brown        | Freie Pistole 50 Meter                   | 555             | 10            | ausgeschieden   | ausgeschieden | 555             | 10     |
| Emil Milev        | Schnellfeuerpistole 25 Meter             | 578             | 12            | ausgeschieden   | ausgeschieden | 578             | 12     |
| Keith Sanderson   | Schnellfeuerpistole 25 Meter             | 580             | 10            | ausgeschieden   | ausgeschieden | 580             | 10     |
| Will Brown        | Luftpistole 10 Meter                     | 577             | 12            | ausgeschieden   | ausgeschieden | 577             | 12     |
| Jay Shi           | Luftpistole 10 Meter                     | 577             | 18            | ausgeschieden   | ausgeschieden | 577             | 18     |
| Walton Eller      | Doppeltrap                               | 131             | 14            | ausgeschieden   | ausgeschieden | 131             | 14     |
| Joshua Richmond   | Doppeltrap                               | 135             | 7             | ausgeschieden   | ausgeschieden | 135             | 7      |
| Vincent Hancock   | Skeet                                    | 119             | 15            | ausgeschieden   | ausgeschieden | 119             | 15     |
| Frank Thompson    | Skeet                                    | 117             | 21            | ausgeschieden   | ausgeschieden | 117             | 21     |

### Schwimmen
| Athleten | Wettbewerb          | Vorlauf      | Vorlauf | Halbfinale    | Halbfinale    | Finale        | Finale        | Rang   |
| Athleten | Wettbewerb          | Zeit         | Rang    | Zeit          | Rang          | Zeit          | Rang          | Rang   |
| --- | ------------------- | ------------ | ------- | ------------- | ------------- | ------------- | ------------- | ------ |
| Frauen |                     |              |         |               |               |               |               |        |
| Simone Manuel | 50 m Freistil       | 24,71 s      | 11      | 24,44 s       | 6             | 24,09 s       | 2             | Silber |
| Abbey Weitzeil | 50 m Freistil       | 24,48 s      | 5       | 24,67 s       | 12            | ausgeschieden | ausgeschieden | 12     |
| Simone Manuel | 100 m Freistil      | 53,32 s      | 2       | 53,11 s       | 3             | 52,70 s       | 1             | Gold   |
| Abbey Weitzeil | 100 m Freistil      | 53,54 s      | 7       | 53,53 s       | 8             | 53,30 s       | 7             | 7      |
| Missy Franklin | 200 m Freistil      | 1:57,12 min  | 12      | 1:57,56 min   | 13            | ausgeschieden | ausgeschieden | 13     |
| Katie Ledecky | 200 m Freistil      | 1:55,01 min  | 1       | 1:54,81 min   | 2             | 1:53,73 min   | 1             | Gold   |
| Katie Ledecky | 400 m Freistil      | 3:58,71 min  | 1       | –             | –             | 3:56,46 min   | 1             | Gold   |
| Leah Smith | 400 m Freistil      | 4:03,39 min  | 3       | –             | –             | 4:01,92 min   | 3             | Bronze |
| Katie Ledecky | 800 m Freistil      | 8:12,86 min  | 1       | –             | –             | 8:04,79 min   | 1             | Gold   |
| Leah Smith | 800 m Freistil      | 8:21,43 min  | 4       | –             | –             | 8:20,95 min   | 6             | 6      |
| Kathleen Baker | 100 m Rücken        | 58,84 s      | 1       | 58,84 s       | 1             | 58,75 s       | 2             | Silber |
| Olivia Smoliga | 100 m Rücken        | 59,60 s      | 6       | 59,34 s       | 8             | 58,95 s       | 6             | 6      |
| Madeline DiRado | 200 m Rücken        | 2:08,60 min  | 3       | 2:07,53 min   | 3             | 2:05,99 min   | 1             | Gold   |
| Missy Franklin | 200 m Rücken        | 2:09,36 min  | 11      | 2:09,74 min   | 14            | ausgeschieden | ausgeschieden | 14     |
| Lilly King | 100 m Brust         | 1:05,78 min  | 1       | 1:05,70 min   | 1             | 1:04,93 min   | 1             | Gold   |
| Catherine Meili | 100 m Brust         | 1:06,00 min  | 3       | 1:06,52 min   | 5             | 1:05,69 min   | 3             | Bronze |
| Molly Hannis | 200 m Brust         | 2:24,74 min  | 12      | 2:26,80 min   | 16            | ausgeschieden | ausgeschieden | 16     |
| Lilly King | 200 m Brust         | 2:25,89 min  | 15      | 2:24,59 min   | 12            | ausgeschieden | ausgeschieden | 12     |
| Dana Vollmer | 100 m Schmetterling | 56,56 s      | 2       | 57,06 s       | 4             | 56,63 s       | 3             | Bronze |
| Kelsi Worrell | 100 m Schmetterling | 56,97 s      | 4       | 57,54 s       | 8             | ausgeschieden | ausgeschieden | 8      |
| Cammile Adams | 200 m Schmetterling | 2:06,67 min  | 2       | 2:07,22 min   | 8             | 2:05,90 min   | 4             | 4      |
| Hali Flickinger | 200 m Schmetterling | 2:06,67 min  | 2       | 2:07,02 min   | 6             | 2:07,71 min   | 7             | 7      |
| Madeline DiRado | 200 m Lagen         | 2:10,24 min  | 4       | 2:08,91 min   | 3             | 2:08,79 min   | 3             | Bronze |
| Melanie Margalis | 200 m Lagen         | 2:09,62 min  | 3       | 2:10,10 min   | 5             | 2:09,21 min   | 4             | 4      |
| Elizabeth Beisel | 400 m Lagen         | 4:34,38 min  | 6       | –             | –             | 4:34,98 min   | 6             | 6      |
| Madeline DiRado | 400 m Lagen         | 4:33,50 min  | 3       | –             | –             | 4:31,15 min   | 2             | Silber |
| Simone Manuel Abbey Weitzeil Dana Vollmer Katie Ledecky Vorlauf: Amanda Weir Lia Neal Allison Schmitt                 | 4 × 100 m Freistil  | 3:33,59 min  | 2       | –             | –             | 3:31,89 min   | 2             | Silber |
| Allison Schmitt Leah Smith Maya DiRado Katie Ledecky Vorlauf: Missy Franklin Melanie Margalis Cierra Runge            | 4 × 200 m Freistil  | 7:47,77 min  | 1       | –             | –             | 7:43,03 min   | 1             | Gold   |
| Kathleen Baker Lilly King Dana Vollmer Simone Manuel Vorlauf: Olivia Smoliga Katie Meili Kelsi Worrell Abbey Weitzeil | 4 × 100 m Lagen     | 3:54,67 min  | 1       | –             | –             | 3:53,13 min   | 1             | Gold   |
| Männer |                     |              |         |               |               |               |               |        |
| Nathan Adrian | 50 m Freistil       | 21,61 s      | 2       | 21,47 s       | 4             | 21,49 s       | 3             | Bronze |
| Anthony Ervin | 50 m Freistil       | 21,63 s      | 3       | 21,46 s       | 2             | 21,40 s       | 1             | Gold   |
| Nathan Adrian | 100 m Freistil      | 48,58 s      | 16      | 47,83 s       | 1             | 47,85 s       | 3             | Bronze |
| Caeleb Dressel | 100 m Freistil      | 47,91 s      | 2       | 47,97 s       | 5             | 48,02 s       | 6             | 6      |
| Conor Dwyer | 200 m Freistil      | 1:45,95 min  | 4       | 1:45,55 min   | 3             | 1:45,23 min   | 3             | Bronze |
| Townley Haas | 200 m Freistil      | 1:46,13 min  | 5       | 1:45,92 min   | 6             | 1:45,58 min   | 5             | 5      |
| Conor Dwyer | 400 m Freistil      | 3:43,42 min  | 1       | –             | –             | 3:44,01 min   | 4             | 4      |
| Connor Jaeger | 400 m Freistil      | 3:45,37 min  | 7       | –             | –             | 3:44,16 min   | 5             | 5      |
| Connor Jaeger | 1500 m Freistil     | 14:45,74 min | 2       | –             | –             | 14:39,48 min  | 2             | Silber |
| Jordan Wilmovsky | 1500 m Freistil     | 14:48,23 min | 3       | –             | –             | 14:45,03 min  | 4             | 4      |
| Ryan Murphy | 100 m Rücken        | 53,06 s      | 4       | 52,49 s       | 1             | 51,97 s       | 1             | Gold   |
| David Plummer | 100 m Rücken        | 53,19 s      | 5       | 52,50 s       | 2             | 52,40 s       | 3             | Bronze |
| Ryan Murphy | 200 m Rücken        | 1:56,29 min  | 4       | 1:55,15 min   | 4             | 1:53,62 min   | 1             | Gold   |
| Jacob Pebley | 200 m Rücken        | 1:56,44 min  | 5       | 1:54,92 min   | 3             | 1:55,52 min   | 5             | 5      |
| Kevin Cordes | 100 m Brust         | 59,13 s      | 4       | 59,33 s       | 5             | 59,22 s       | 4             | 4      |
| Cody Miller | 100 m Brust         | 59,17 s      | 5       | 59,05 s       | 2             | 58,87 s       | 3             | Bronze |
| Kevin Cordes | 200 m Brust         | 2:09,30 min  | 7       | 2:07,99 min   | 5             | 2:08,34 min   | 8             | 8      |
| Josh Prenot | 200 m Brust         | 2:09,91 min  | 10      | 2:07,78 min   | 3             | 2:07,53 min   | 2             | Silber |
| Michael Phelps | 100 m Schmetterling | 51,60 s      | 4       | 51,58 s       | 5             | 51,14 s       | 2             | Silber |
| Tom Shields | 100 m Schmetterling | 51,58 s      | 3       | 51,61 s       | 6             | 51,73 s       | 7             | 7      |
| Michaels Phelps | 200 m Schmetterling | 1:55,73 min  | 5       | 1:54,12 min   | 2             | 1:53,36 min   | 1             | Gold   |
| Tom Shields | 200 m Schmetterling | 1:56,93 min  | 20      | ausgeschieden | ausgeschieden | ausgeschieden | ausgeschieden | 20     |
| Ryan Lochte | 200 m Lagen         | 1:57,38 min  | 1       | 1:56,28 min   | 2             | 1:57,47 min   | 5             | 5      |
| Michael Phelps | 200 m Lagen         | 1:58,41 min  | 3       | 1:55,78 min   | 1             | 1:54,66 min   | 1             | Gold   |
| Chase Kalisz | 400 m Lagen         | 4:08,12 min  | 1       | –             | –             | 4:06,75 min   | 2             | Silber |
| Jay Litherland | 400 m Lagen         | 4:11,10 min  | 4       | –             | –             | 4:11,68 min   | 5             | 5      |
| Caeleb Dressel Michael Phelps Ryan Held Nathan Adrian Vorlauf: Jimmy Feigen Blake Pieroni Anthony Ervin               | 4 × 100 m Freistil  | 3:12,38 min  | 2       | –             | –             | 3:09,92 min   | 1             | Gold   |
| Conor Dwyer Townley Haas Ryan Lochte Michael Phelps Vorlauf: Clark Smith Jack Conger Gunnar Bentz                     | 4 × 200 m Freistil  | 7:06,74 min  | 2       | –             | –             | 7:00,66 min   | 1             | Gold   |
| Ryan Murphy Cody Miller Michael Phelps Nathan Adrian Vorlauf: David Plummer Kevin Cordes Tom Shields Caeleb Dressel   | 4 × 100 m Lagen     | 3:31,83 min  | 2       | –             | –             | 3:27,95 min   | 1             | Gold   |

### Segeln
| Athleten                      | Wettbewerb      | Qualifikation | Qualifikation | Medal Race    | Medal Race    | Punkte | Rang   |
| Athleten                      | Wettbewerb      | Punkte        | Rang          | Punkte        | Rang          | Punkte | Rang   |
| ----------------------------- | --------------- | ------------- | ------------- | ------------- | ------------- | ------ | ------ |
| Frauen                        |                 |               |               |               |               |        |        |
| Marion Lepert                 | Windsurfen RS:X | 156,9         | 16            | ausgeschieden | ausgeschieden | 156,9  | 16     |
| Paige Railey                  | Laser Radial    | 109           | 10            | 22            | 10            | 131    | 10     |
| Annie Haeger Briana Provancha | 470er           | 49            | 3             | 20            | 10            | 69     | 7      |
| Paris Henken Helena Scutt     | 49erFX          | 94            | 8             | 18            | 9             | 112    | 10     |
| Männer                        |                 |               |               |               |               |        |        |
| Pedro Pascual                 | Windsurfen RS:X | 286           | 28            | ausgeschieden | ausgeschieden | 286    | 28     |
| Charlie Buckingham            | Laser           | 108           | 11            | ausgeschieden | ausgeschieden | 108    | 11     |
| Caleb Paine                   | Finn Dinghy     | 74            | 3             | 2             | 1             | 76     | Bronze |
| Stuart McNay Dave Hughes      | 470er           | 81            | 4             | 4             | 2             | 85     | 4      |
| Thomas Barrows Joe Morris     | 49er            | 176           | 19            | ausgeschieden | ausgeschieden | 176    | 19     |
| Mixed                         |                 |               |               |               |               |        |        |
| Bora Gulari Louisa Chafee     | Nacra 17        | 98            | 8             | 8             | 4             | 106    | 8      |

### Synchronschwimmen
| Frauen                        |       |          |   |          |   |   |
| Anita Alvarez Mariya Koroleva | Duett | 172,8945 | 9 | 173,9945 | 9 | 9 |

### Taekwondo
| Athleten        | Wettbewerb        | Achtelfinale    | Achtelfinale | Viertelfinale   | Viertelfinale | Hoffnungsrunde Halbfinale | Hoffnungsrunde Halbfinale | Halbfinale         | Halbfinale    | Hoffnungsrunde Finale | Hoffnungsrunde Finale | Finale        | Finale        | Rang   |
| Athleten        | Wettbewerb        | Gegner          | Ergebnis     | Gegner          | Ergebnis      | Gegner                    | Ergebnis                  | Gegner             | Ergebnis      | Gegner                | Ergebnis              | Gegner        | Ergebnis      | Rang   |
| --------------- | ----------------- | --------------- | ------------ | --------------- | ------------- | ------------------------- | ------------------------- | ------------------ | ------------- | --------------------- | --------------------- | ------------- | ------------- | ------ |
| Frauen          |                   |                 |              |                 |               |                           |                           |                    |               |                       |                       |               |               |        |
| Paige McPherson | Klasse bis 67 kg  | Fəridə Əzizova  | 5:6          | ausgeschieden   | ausgeschieden | ausgeschieden             | ausgeschieden             | ausgeschieden      | ausgeschieden | ausgeschieden         | ausgeschieden         | ausgeschieden | ausgeschieden | 11     |
| Jackie Galloway | Klasse über 67 kg | Crystal Weekes  | 5:0          | Reshmie Ooink   | 1:1           | –                         | –                         | Maria del Espinoza | 0:0           | Gwladys Épangue       | 2:1                   | –             | –             | Bronze |
| Männer          |                   |                 |              |                 |               |                           |                           |                    |               |                       |                       |               |               |        |
| Steven Lopez    | Klasse bis 80 kg  | Albert Gaun     | 7:4          | Lutalo Muhammad | 2:9           | Hayder Shkara             | 0:0                       | –                  | –             | Oussama Oeslati       | 5:14                  | –             | –             | 5      |
| Stephen Lambdin | Klasse über 80 kg | Maicon Siqueira | 7:9          | ausgeschieden   | ausgeschieden | ausgeschieden             | ausgeschieden             | ausgeschieden      | ausgeschieden | ausgeschieden         | ausgeschieden         | ausgeschieden | ausgeschieden | 11     |

### Tennis
| Athleten                              | Wettbewerb | 1. Runde                                       | 1. Runde       | 2. Runde            | 2. Runde        | Achtelfinale                      | Achtelfinale       | Viertelfinale                      | Viertelfinale  | Halbfinale                    | Halbfinale       | Finale                          | Finale            | Rang          |
| Athleten                              | Wettbewerb | Gegner                                         | Ergebnis       | Gegner              | Ergebnis        | Gegner                            | Ergebnis           | Gegner                             | Ergebnis       | Gegner                        | Ergebnis         | Gegner                          | Ergebnis          | Rang          |
| ------------------------------------- | ---------- | ---------------------------------------------- | -------------- | ------------------- | --------------- | --------------------------------- | ------------------ | ---------------------------------- | -------------- | ----------------------------- | ---------------- | ------------------------------- | ----------------- | ------------- |
| Frauen                                |            |                                                |                |                     |                 |                                   |                    |                                    |                |                               |                  |                                 |                   |               |
| Serena Williams                       | Einzel     | Darja Gawrilowa                                | 6:4, 6:2       | Alizé Cornet        | 7:65, 6:2       | Elina Switolina                   | 4:6, 3:6           | ausgeschieden                      | ausgeschieden  | ausgeschieden                 | ausgeschieden    | ausgeschieden                   | ausgeschieden     | ausgeschieden |
| Venus Williams                        | Einzel     | Kirsten Flipkens                               | 6:3, 3:6, 6:75 | ausgeschieden       | ausgeschieden   | ausgeschieden                     | ausgeschieden      | ausgeschieden                      | ausgeschieden  | ausgeschieden                 | ausgeschieden    | ausgeschieden                   | ausgeschieden     | ausgeschieden |
| Madison Keys                          | Einzel     | Danka Kovinić                                  | 6:3, 6:3       | Kristina Mladenovic | 7:5, 6:74, 7:65 | Carla Suárez Navarro              | 6:3, 3:6, 6:3      | Darja Kassatkina                   | 6:3, 6:1       | Angelique Kerber              | 3:6, 5:7         | Petra Kvitová                   | 5:7, 6:2, 2:6     | 4             |
| Sloane Stephens                       | Einzel     | Eugenie Bouchard                               | 3:6, 3:6       | ausgeschieden       | ausgeschieden   | ausgeschieden                     | ausgeschieden      | ausgeschieden                      | ausgeschieden  | ausgeschieden                 | ausgeschieden    | ausgeschieden                   | ausgeschieden     | ausgeschieden |
| Serena Williams Venus Williams        | Doppel     | Lucie Šafářová Barbora Strýcová                | 3:6, 4:6       | –                   | –               | ausgeschieden                     | ausgeschieden      | ausgeschieden                      | ausgeschieden  | ausgeschieden                 | ausgeschieden    | ausgeschieden                   | ausgeschieden     | ausgeschieden |
| Bethanie Mattek-Sands Coco Vandeweghe | Doppel     | Anabel Medina Garrigues Arantxa Parra Santonja | 6:1, 6:1       | –                   | –               | Timea Bacsinszky Martina Hingis   | 4:6, 4:6           | ausgeschieden                      | ausgeschieden  | ausgeschieden                 | ausgeschieden    | ausgeschieden                   | ausgeschieden     | ausgeschieden |
| Männer                                |            |                                                |                |                     |                 |                                   |                    |                                    |                |                               |                  |                                 |                   |               |
| Jack Sock                             | Einzel     | Taro Daniel                                    | 4:6, 4:6       | ausgeschieden       | ausgeschieden   | ausgeschieden                     | ausgeschieden      | ausgeschieden                      | ausgeschieden  | ausgeschieden                 | ausgeschieden    | ausgeschieden                   | ausgeschieden     | ausgeschieden |
| Steve Johnson                         | Einzel     | Darian King                                    | 6:3, 6:2       | Gastão Elias        | 6:3, 6:4        | Jewgeni Donskoi                   | 6:1, 6:1           | Andy Murray                        | 0:6, 6:4, 6:72 | ausgeschieden                 | ausgeschieden    | ausgeschieden                   | ausgeschieden     | ausgeschieden |
| Denis Kudla                           | Einzel     | Andrej Martin                                  | 0:6, 3:6       | ausgeschieden       | ausgeschieden   | ausgeschieden                     | ausgeschieden      | ausgeschieden                      | ausgeschieden  | ausgeschieden                 | ausgeschieden    | ausgeschieden                   | ausgeschieden     | ausgeschieden |
| Brian Baker                           | Einzel     | Yūichi Sugita                                  | 7:5, 5:7, 4:6  | ausgeschieden       | ausgeschieden   | ausgeschieden                     | ausgeschieden      | ausgeschieden                      | ausgeschieden  | ausgeschieden                 | ausgeschieden    | ausgeschieden                   | ausgeschieden     | ausgeschieden |
| Jack Sock Steve Johnson               | Doppel     | Julio Peralta Hans Podlipnik-Castillo          | 6:2, 6:2       | –                   | –               | Juan Sebastián Cabal Robert Farah | 6:4, 7:61          | Roberto Bautista Agut David Ferrer | 6:4, 6:2       | Florin Mergea Horia Tecău     | 3:6, 5:7         | Daniel Nestor Vasek Pospisil    | 6:2, 6:4          | Bronze        |
| Brian Baker Rajeev Ram                | Doppel     | Gaël Monfils Jo-Wilfried Tsonga                | 6:2, 6:2       | –                   | –               | Oliver Marach Alexander Peya      | 4:6, 7:62, 3:6     | ausgeschieden                      | ausgeschieden  | ausgeschieden                 | ausgeschieden    | ausgeschieden                   | ausgeschieden     | ausgeschieden |
| Mixed                                 |            |                                                |                |                     |                 |                                   |                    |                                    |                |                               |                  |                                 |                   |               |
| Bethanie Mattek-Sands Jack Sock       | Doppel     | –                                              | –              | –                   | –               | Johanna Konta Jamie Murray        | 6:4, 6:3           | Teliana Pereira Marcelo Melo       | 6:4, 6:4       | Lucie Hradecká Radek Štěpánek | 6:4, 7:63        | Venus Williams Rajeev Ram       | 6:73, 6:1, [10:7] | Gold          |
| Venus Williams Rajeev Ram             | Doppel     | –                                              | –              | –                   | –               | Kiki Bertens Jean-Julien Rojer    | 6:74, 7:63, [10:8] | Roberta Vinci Fabio Fognini        | 6:3, 7:5       | Sania Mirza Rohan Bopanna     | 2:6, 6:2, [10:3] | Bethanie Mattek-Sands Jack Sock | 7:63, 1:6, [7:10] | Silber        |

### Tischtennis
| Frauen                            |            |                |     |                |               |               |               |               |               |               |               |               |               |               |               |               |               |               |               |
| Yue Wu                            | Einzel     | Eva Ódorová    | 4:1 | Matilda Ekholm | 2:4           | ausgeschieden | ausgeschieden | ausgeschieden | ausgeschieden | ausgeschieden | ausgeschieden | ausgeschieden | ausgeschieden | ausgeschieden | ausgeschieden | ausgeschieden |               |               |               |
| Lily Zhang                        | Einzel     | Gremlis Arvelo | 4:0 | Shao Jieni     | 4:0           | Suh Hyo-won   | 1:4           | ausgeschieden | ausgeschieden | ausgeschieden | ausgeschieden | ausgeschieden | ausgeschieden | ausgeschieden | ausgeschieden | ausgeschieden |               |               |               |
| Yue Wu Lily Zhang Jiaqi Zheng     | Mannschaft | Deutschland    | 0:3 | –              | –             | –             | –             | –             | –             | ausgeschieden | ausgeschieden | ausgeschieden | ausgeschieden | ausgeschieden | ausgeschieden | ausgeschieden | ausgeschieden | ausgeschieden | ausgeschieden |
| Männer                            |            |                |     |                |               |               |               |               |               |               |               |               |               |               |               |               |               |               |               |
| Yijun Feng                        | Einzel     | He Zhiwen      | 2:4 | ausgeschieden  | ausgeschieden | ausgeschieden | ausgeschieden | ausgeschieden | ausgeschieden | ausgeschieden | ausgeschieden | ausgeschieden | ausgeschieden | ausgeschieden | ausgeschieden | ausgeschieden |               |               |               |
| Yijun Feng Kanak Jha Timothy Wang | Mannschaft | Schweden       | 0:3 | –              | –             | –             | –             | –             | –             | ausgeschieden | ausgeschieden | ausgeschieden | ausgeschieden | ausgeschieden | ausgeschieden | ausgeschieden | ausgeschieden | ausgeschieden | ausgeschieden |

### Triathlon
| Athleten        | Wettbewerb | Zeit       | Rang |
| --------------- | ---------- | ---------- | ---- |
| Frauen          |            |            |      |
| Gwen Jorgensen  | Einzel     | 1:56:16 h  | Gold |
| Sarah True      | Einzel     | überrundet | –    |
| Katie Zaferes   | Einzel     | 2:00:55 h  | 18   |
| Männer          |            |            |      |
| Greg Billington | Einzel     | 1:52:04 h  | 37   |
| Ben Kanute      | Einzel     | 1:48:59 h  | 29   |
| Joe Maloy       | Einzel     | 1:48:30 h  | 23   |

### Turnen

#### Gerätturnen
| Athleten                                                                         | Wettbewerb           | Qualifikation | Qualifikation | Finale        | Finale        | Rang   |
| Athleten                                                                         | Wettbewerb           | Punkte        | Rang          | Punkte        | Rang          | Rang   |
| -------------------------------------------------------------------------------- | -------------------- | ------------- | ------------- | ------------- | ------------- | ------ |
| Frauen                                                                           |                      |               |               |               |               |        |
| Simone Biles                                                                     | Sprung               | 16,050        | 1             | 15,966        | 1             | Gold   |
| Simone Biles                                                                     | Boden                | 15,733        | 1             | 15,966        | 1             | Gold   |
| Gabrielle Douglas                                                                | Boden                | 14,366        | 9             | ausgeschieden | ausgeschieden | 9      |
| Lauren Hernandez                                                                 | Boden                | 14,800        | 4             | ausgeschieden | ausgeschieden |        |
| Alexandra Raisman                                                                | Boden                | 15,275        | 2             | 15,500        | 2             | Silber |
| Simone Biles                                                                     | Stufenbarren         | 15,000        | 14            | ausgeschieden | ausgeschieden | 14     |
| Gabrielle Douglas                                                                | Stufenbarren         | 15,766        | 3             | 15,066        | 7             | 7      |
| Madison Kocian                                                                   | Stufenbarren         | 15,866        | 1             | 15,833        | 2             | Silber |
| Alexandra Raisman                                                                | Stufenbarren         | 14,733        | 22            | ausgeschieden | ausgeschieden | 22     |
| Simone Biles                                                                     | Schwebebalken        | 15,633        | 1             | 14,733        | 3             | Bronze |
| Gabrielle Douglas                                                                | Schwebebalken        | 14,833        | 7             | ausgeschieden | ausgeschieden | 7      |
| Lauren Hernandez                                                                 | Schwebebalken        | 15,366        | 2             | 15,333        | 2             | Silber |
| Alexandra Raisman                                                                | Schwebebalken        | 14,833        | 7             | ausgeschieden | ausgeschieden | 7      |
| Simone Biles                                                                     | Mehrkampf Einzel     | 62,366        | 1             | 62,198        | 1             | Gold   |
| Gabrielle Douglas                                                                | Mehrkampf Einzel     | 60,131        | 3             | ausgeschieden | ausgeschieden |        |
| Alexandra Raisman                                                                | Mehrkampf Einzel     | 60,07         | 2             | 60,098        | 2             | Silber |
| Simone Biles Gabrielle Douglas Lauren Hernandez Madison Kocian Alexandra Raisman | Mehrkampf Mannschaft | 185,238       | 1             | 184,897       | 1             | Gold   |
| Männer                                                                           |                      |               |               |               |               |        |
| Christopher Brooks                                                               | Boden                | 14,533        | 28            | ausgeschieden | ausgeschieden | 28     |
| Jacob Dalton                                                                     | Boden                | 15,600        | 2             | 15,133        | 6             | 6      |
| Samuel Mikulak                                                                   | Boden                | 15,800        | 1             | 14,333        | 8             | 8      |
| Alexander Naddour                                                                | Boden                | 14,700        | 24            | ausgeschieden | ausgeschieden | 24     |
| Christopher Brooks                                                               | Pauschenpferd        | 12,766        | 65            | ausgeschieden | ausgeschieden | 65     |
| Danell Leyva                                                                     | Pauschenpferd        | 14,533        | 22            | ausgeschieden | ausgeschieden | 22     |
| Samuel Mikulak                                                                   | Pauschenpferd        | 13,100        | 60            | ausgeschieden | ausgeschieden | 60     |
| Alexander Naddour                                                                | Pauschenpferd        | 15,366        | 7             | 15,700        | 3             | Bronze |
| Christopher Brooks                                                               | Ringe                | 14,566        | 23            | ausgeschieden | ausgeschieden | 23     |
| Jacob Dalton                                                                     | Ringe                | 14,900        | 15            | ausgeschieden | ausgeschieden | 15     |
| Samuel Mikulak                                                                   | Ringe                | 14,533        | 24            | ausgeschieden | ausgeschieden | 24     |
| Alexander Naddour                                                                | Ringe                | 15,000        | 13            | ausgeschieden | ausgeschieden | 13     |
| Jacob Dalton                                                                     | Sprung               | 14,633        | 10            | ausgeschieden | ausgeschieden | 10     |
| Christopher Brooks                                                               | Barren               | 15,300        | 16            | ausgeschieden | ausgeschieden | 16     |
| Jacob Dalton                                                                     | Barren               | 15,166        | 21            | ausgeschieden | ausgeschieden | 21     |
| Danell Leyva                                                                     | Barren               | 15,600        | 7             | 15,900        | 2             | Silber |
| Samuel Mikulak                                                                   | Barren               | 15,375        | 14            | ausgeschieden | ausgeschieden | 14     |
| Christopher Brooks                                                               | Reck                 | 14,766        | 20            | ausgeschieden | ausgeschieden | 20     |
| Jacob Dalton                                                                     | Reck                 | 14,333        | 33            | ausgeschieden | ausgeschieden | 33     |
| Danell Leyva                                                                     | Reck                 | 15,333        | 4             | 15,500        | 2             | Silber |
| Samuel Mikulak                                                                   | Reck                 | 15,133        | 6             | 15,400        | 4             | 4      |
| Christopher Brooks                                                               | Mehrkampf Einzel     | 86,331        | 19            | 87,732        | 14            | 14     |
| Samuel Mikulak                                                                   | Mehrkampf Einzel     | 89,041        | 7             | 89,631        | 7             | 7      |
| Christopher Brooks Jacob Dalton Danell Leyva Samuel Mikulak Alexander Naddour    | Mehrkampf Mannschaft | 270,405       | 2             | 268,560       | 5             | 5      |

#### Rhythmische Sportgymnastik
| Athletinnen                                                              | Wettbewerb           | Qualifikation | Qualifikation | Finale        | Finale        | Rang |
| Athletinnen                                                              | Wettbewerb           | Punkte        | Rang          | Punkte        | Rang          | Rang |
| ------------------------------------------------------------------------ | -------------------- | ------------- | ------------- | ------------- | ------------- | ---- |
| Frauen                                                                   |                      |               |               |               |               |      |
| Laura Zeng                                                               | Mehrkampf Einzel     | 69,841        | 11            | ausgeschieden | ausgeschieden | 11   |
| Kiana Eide Alisa Kano Natalie McGiffert Monica Rokhman Kristen Shaldybin | Mehrkampf Mannschaft | 30,224        | 14            | ausgeschieden | ausgeschieden | 14   |

#### Trampolinturnen
| Athleten        | Wettbewerb | Qualifikation | Qualifikation | Finale        | Finale        | Rang |
| Athleten        | Wettbewerb | Punkte        | Rang          | Punkte        | Rang          | Rang |
| --------------- | ---------- | ------------- | ------------- | ------------- | ------------- | ---- |
| Frauen          |            |               |               |               |               |      |
| Nicole Ahsinger | Einzel     | 95,455        | 15            | ausgeschieden | ausgeschieden | 15   |
| Männer          |            |               |               |               |               |      |
| Logan Dooley    | Einzel     | 106,055       | 11            | ausgeschieden | ausgeschieden | 11   |

### Volleyball
| Wettbewerb    | Frauen | Männer |
| ------------- | --- | --- |
| Athleten      | Alisha Glass Kayla Banwarth Courtney Thompson Rachael Adams Carli Lloyd Jordan Larson * Kelly Murphy Christa Harmotto Kimberly Hill Foluke Akinradewo Kelsey Robinson Karsta Lowe | Matthew Anderson Aaron Russell Taylor Sander David Lee Kawika Shoji William Priddy Murphy Troy Thomas Jaeschke Micah Christenson Maxwell Holt David Smith Erik Shoji |
| Trainer       | Charles Kiraly | John Speraw |
| Gruppenphase  | Puerto Rico (3:0) Niederlande (3:2) Serbien (3:1) Italien (3:1) China (3:1) | Kanada (0:3) Italien (1:3) Brasilien (3:1) Frankreich (3:1) Mexiko (3:0)                                                                                             |
| Viertelfinale | Japan (3:0) | Polen (3:0) |
| Halbfinale    | Serbien (2:3) | Italien (2:3) |
| Finale        | Niederlande (3:1) | Russland (3:2) |
| Platzierung   | Bronze | Bronze |

### Wasserball
| Wettbewerb         | Frauen | Männer |
| ------------------ | --- | --- |
| Athleten           | Rachel Fattal Maggie Steffens Courtney Mathewson Kiley Neushul Makenzie Fischer Kami Craig Ashleigh Johnson Sami Hill Madeline Musselman Melissa Seidemann Caroline Clark Aria Fischer Kaleigh Gilchrist | Merrill Moses Luca Cupido Joshua Samuels Tony Azevedo Alex Bowen Jesse Smith John Mann Thomas Dunstan Benjamin Hallock Alex Obert Alex Roelse Bret Bonanni McQuin Baron |
| Trainer            | Adam Krikorian | Dejan Udovičić () |
| Gruppenphase       | Spanien (11:4) China (12:4) Ungarn (11:6) | Kroatien (5:7) Spanien (9:10) Frankreich (6:3) Montenegro (5:8) Italien (10:7)                                                                                          |
| Viertelfinale      | Brasilien (13:3) | ausgeschieden |
| Platzierungsspiele | – | ausgeschieden |
| Halbfinale         | Ungarn (14:10) | ausgeschieden |
| Finale             | Italien (12:5) | ausgeschieden |
| Platzierung        | Gold | 10 |

### Wasserspringen
| Athleten                    | Wettbewerb                 | Vorkampf | Vorkampf | Halbfinale | Halbfinale | Finale        | Finale        | Rang   |
| Athleten                    | Wettbewerb                 | Punkte   | Rang     | Punkte     | Rang       | Punkte        | Rang          | Rang   |
| --------------------------- | -------------------------- | -------- | -------- | ---------- | ---------- | ------------- | ------------- | ------ |
| Frauen                      |                            |          |          |            |            |               |               |        |
| Kassidy Cook                | Kunstspringen 3 m          | 327,75   | 8        | 304,35     | 13         | ausgeschieden | ausgeschieden | 13     |
| Abigail Johnston            | Kunstspringen 3 m          | 333,60   | 6        | 324,75     | 5          | 302,85        | 12            | 12     |
| Jessica Parratto            | Turmspringen 10 m          | 346,80   | 3        | 367,00     | 2          | 334,60        | 10            | 10     |
| Katrina Young               | Turmspringen 10 m          | 313,85   | 12       | 301,45     | 13         | ausgeschieden | ausgeschieden | 13     |
| Amy Cozad Jessica Parratto  | Turmspringen Synchron 10 m | –        | –        | –          | –          | 301,02        | 7             | 7      |
| Männer                      |                            |          |          |            |            |               |               |        |
| Michael Hixon               | Kunstspringen 3 m          | 421,60   | 10       | 467,25     | 4          | 431,65        | 10            | 10     |
| Kristian Ipsen              | Kunstspringen 3 m          | 461,35   | 3        | 437,70     | 7          | 475,80        | 5             | 5      |
| David Boudia                | Turmspringen 10 m          | 496,55   | 4        | 458,35     | 10         | 525,25        | 3             | Bronze |
| Steele Johnson              | Turmspringen 10 m          | 403,75   | 18       | 447,85     | 13         | ausgeschieden | ausgeschieden | 13     |
| Sam Dorman Michael Hixon    | Kunstspringen Synchron 3 m | –        | –        | –          | –          | 450,21        | 2             | Silber |
| David Boudia Steele Johnson | Turmspringen Synchron 10 m | –        | –        | –          | –          | 457,11        | 2             | Silber |